# Levantamiento de los bóxers
El levantamiento de los bóxers (en chino tradicional, 義和團之亂; en chino simplificado, 義和團匪亂), conocido en China como el levantamiento Yihétuán (en chino tradicional, 義和團起義; en chino simplificado, 义和团起义; pinyin, Yìhétuán Qǐyì; literalmente, ‘los puños enhiestos’ o, literalmente: ‘los puños rectos y armoniosos’) fue un movimiento, iniciado en el año de 1898, coincidiendo con la Reforma de los Cien Días, y finalizado el 7 de septiembre de 1901. 
Surgido en la China de la dinastía Qing contra la intervención imperialista de las grandes potencias occidentales y el Imperio del Japón, en el territorio, política, economía, religión y cultura chinas, en los últimos años del siglo XIX, durante el período conocido como «el siglo de la humillación». El movimiento fue reprimido por un sector del ejército chino y fuerzas militares europeas, estadounidenses y japonesas. Se estima que más de 100.000 personas fueron asesinadas durante el conflicto, de las cuales unos 3000 eran milicianos y entre 200 y 250 eran extranjeras, mayoritariamente misioneros cristianos.
Fue iniciado por la Milicia Unida en Justicia (Yìhéquán), conocido en inglés como los bóxers porque muchos de sus miembros habían practicado artes marciales chinas, también conocido en el mundo occidental como el «boxeo chino». Los aldeanos en el norte de China habían estado generando resentimiento contra los misioneros cristianos que ignoraban las obligaciones tributarias y abusaban de sus derechos extraterritoriales para proteger a sus congregantes contra demandas judiciales. El trasfondo inmediato de la sublevación incluyó una severa sequía e interrupción por el crecimiento de esferas de influencia extranjeras después de la Guerra Sino-Japonesa de 1895. Después de varios meses de creciente violencia y asesinatos en Shandong y la llanura del norte de China contra la presencia extranjera y cristiana en junio de 1900, los combatientes bóxers, convencidos de que eran invulnerables a las armas extranjeras, convergieron en Pekín con el lema «Apoyar al gobierno Qing y exterminar a los extranjeros». Los extranjeros y los cristianos chinos buscaron refugio en el Barrio de las Delegaciones.
En respuesta a los informes de una invasión por parte de la Alianza de las Ocho Naciones de tropas estadounidenses, austrohúngaras, británicas, francesas, alemanas, italianas, japonesas y rusas para levantar el asedio, la emperatriz viuda Cixi, inicialmente vacilante, apoyó a los bóxers y el 21 de junio emitió un decreto imperial que declara la guerra a las potencias extranjeras. Diplomáticos, civiles extranjeros y soldados, así como cristianos chinos en el Barrio de las Delegaciones, fueron asediados durante 55 días por el Ejército Imperial de China y los bóxers. La oficialidad china se dividió entre los que apoyaban a los bóxers y los que favorecían la conciliación, liderados por el príncipe Qing. El comandante supremo de las fuerzas chinas, el general manchú Ronglu (Junglu), más tarde afirmó que actuó para proteger a los extranjeros. Los funcionarios de la Protección Mutua del Sureste de China ignoraron la orden imperial de luchar contra los extranjeros.
La Alianza de las Ocho Naciones, después de ser rechazada inicialmente, trajo 20 000 tropas armadas a China, derrotó al Ejército Imperial y llegó a Pekín el 14 de agosto, aliviando el asedio de las Delegaciones. Se produjo un saqueo descontrolado de la capital y el campo circundante, junto con la ejecución sumaria de los sospechosos de ser bóxers. El Protocolo Bóxer del 7 de septiembre de 1901 preveía la ejecución de funcionarios gubernamentales que habían apoyado a los bóxers, disposiciones para que tropas extranjeras se estacionaran en Pekín y 450 millones de taels de plata —aproximadamente $10 mil millones a precios de plata de 2018 y más que los ingresos fiscales anuales del gobierno— se pagarían como indemnización en el transcurso de los próximos 39 años a las ocho naciones involucradas.

## Terminología
Los primeros informes procedentes de China en 1898 se referían a los activistas de la aldea como «Yihequan» (Wade–Giles: I Ho Ch'uan). El primer uso conocido del término «Bóxer» fue en septiembre de 1899 en una carta de la misionera Grace Newton en Shandong. Parece por contexto que «Bóxer» era un término conocido en ese momento, posiblemente acuñado por los misioneros de Shandong Arthur H. Smith y Henry Porter. Smith dice en su libro de 1902 que el nombre

I Ho Ch'uan... significa literalmente los 'Puños' (Ch'uan) de Justicia (o Público) (I) Armonía (Ho), en aparente alusión a la intensidad de la fuerza unida que se iba a presentar. Como la frase china 'puños y pies' significa boxeo y lucha libre, no parecía haber un término más adecuado para los adherentes de la secta que 'Bóxers', una designación utilizada por primera vez por uno o dos corresponsales misioneros de revistas extranjeras en China, y más tarde aceptado universalmente debido a la dificultad de acuñar uno mejor.

El 6 de junio de 1900, el Times de Londres usó el término «rebelión» entre comillas, presumiblemente para indicar su opinión de que el levantamiento fue instigado por la emperatriz viuda Cixi. El historiador Lanxin Xiang se refiere a la «llamada 'rebelión de los bóxers'» y explica que "mientras la rebelión campesina no era nada nuevo en la historia de China, una guerra contra los estados más poderosos del mundo sí lo era". El nombre «levantamiento de los bóxers», concluye Joseph Esherick, otro historiador reciente, es verdaderamente un "nombre inapropiado", porque los bóxers "nunca se rebelaron contra los gobernantes manchúes de China y su dinastía Qing" y el "eslogan más común de los bóxers, a lo largo de la historia" del movimiento, fue "apoyar a los Qing, destruir a los extranjeros". Añade que solo después de que el movimiento fue suprimido por la Intervención Aliada, tanto las potencias extranjeras como los influyentes funcionarios chinos se dieron cuenta de que los Qing tendrían que permanecer como gobierno de China para mantener el orden y recaudar impuestos para pagar la indemnización. Por lo tanto, para salvar la cara de la emperatriz viuda y la corte imperial, se argumentó que los bóxers eran rebeldes y que el apoyo de la corte imperial solo provenía de unos pocos príncipes manchúes. Esherick concluye que el origen del término "rebelión" fue "puramente político y oportunista", pero ha demostrado un notable poder de permanencia, particularmente en los informes populares.
Otros trabajos occidentales recientes se refieren al «Movimiento de los bóxers», la «Guerra de los bóxers» o el Movimiento Yihetuan, mientras que los estudios chinos usan 义和团运动 (Yìhétuán yùndòng), es decir, «Movimiento Yihetuan». En su discusión sobre las implicaciones generales y legales de la terminología involucrada, el erudito alemán Thoralf Klein señala que todos los términos, incluidos los chinos, son "interpretaciones póstumas del conflicto". Argumenta que cada término, ya sea «levantamiento», «rebelión» o «movimiento» implica una definición diferente del conflicto. Incluso el término «Guerra de los bóxers», que ha sido ampliamente utilizado por los estudiosos recientes en Occidente, plantea preguntas, ya que la guerra nunca fue declarada, y las tropas aliadas se comportaron como una expedición punitiva al estilo colonial, no en una guerra declarada con restricciones legales. Los aliados aprovecharon el hecho de que China no había firmado "Las leyes y costumbres de la guerra en la tierra", un documento clave en la Conferencia de Paz de La Haya de 1899. Argumentaron que China había violado sus disposiciones, pero ellos mismos las ignoraron.

## Antecedentes

### Orígenes de los bóxers
Los Puños Justos y Armoniosos (Yihequan) surgieron en las secciones del interior de la provincia costera norteña de Shandong, conocida por disturbios sociales, sectas religiosas y sociedades marciales. Los misioneros cristianos estadounidenses fueron probablemente los primeros en referirse a los jóvenes atléticos y bien entrenados como «bóxers», debido a las artes marciales y el entrenamiento que practicaban con armas. Su práctica principal era un tipo de posesión espiritual que involucraba el giro de espadas, postraciones violentas y el canto de encantamientos a las deidades.
Las oportunidades para luchar contra la invasión y colonización de occidente fueron especialmente atractivas para los hombres de la aldea desempleados, muchos de los cuales eran adolescentes. La tradición de posesión e invulnerabilidad se remonta a varios cientos de años, pero adquirió un significado especial contra las nuevas y poderosas armas de occidente. Los bóxers, armados con rifles y espadas, clamaban invulnerabilidad sobrenatural a los golpes de cañón, a disparos de rifles o ataques con cuchillos. Además, los bóxers afirmaron popularmente que millones de soldados descenderían del cielo para ayudarlos a purificar China de la opresión extranjera.

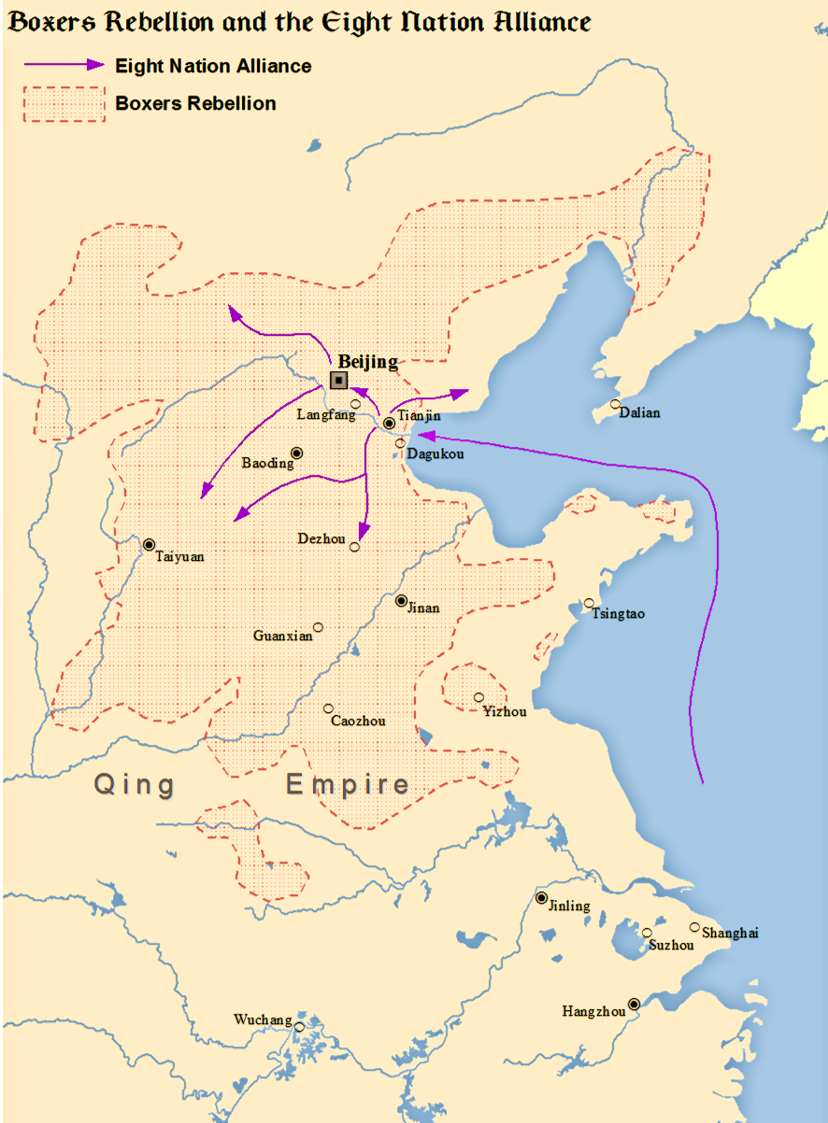
Mapa que muestra los movimientos de las naciones aliadas extranjeras y la rebelión de los bóxers.

En 1895, a pesar de la ambivalencia hacia sus prácticas heterodoxas, Yuxian, un manchú que entonces era prefecto de Caozhou y luego se convertiría en gobernador provincial, utilizó la Sociedad de las Grandes Espadas en la lucha contra bandidos. Las Grandes Espadas, envalentonadas por este apoyo oficial, también atacaron a sus rivales católicos locales, quienes acudieron a la Iglesia en busca de protección. Las Grandes Espadas respondieron atacando iglesias católicas y quemándolas. "La línea entre cristianos y bandidos se volvió cada vez más indistinta", comenta un historiador reciente. Como resultado de la presión diplomática en la capital, Yuxian ejecutó a varios líderes de las Grandes Espadas, pero no castigó a nadie más. Muchas más sociedades secretas marciales comenzaron a surgir después de esto.
Los primeros años vieron una variedad de actividades de la aldea, no un movimiento amplio con un propósito unido. Las sociedades religiosas populares marciales como los Baguadao (Ocho Trigramas) prepararon el camino para los bóxers. Al igual que la escuela Boxeo Rojo o Flor de ciruelo, los bóxers de Shandong estaban más preocupados por los valores sociales y morales tradicionales, como la piedad filial, que por las influencias extranjeras. Un líder, Zhu Hongdeng (Linterna Roja Zhu), comenzó como un sanador errante, especializado en úlceras cutáneas, y se ganó un gran respeto al rechazar el pago por sus tratamientos. Zhu reclamó descendencia de los emperadores de la dinastía Ming, ya que su apellido era el apellido de la familia imperial Ming. Anunció que su objetivo era "revivir a los Qing y destruir a los extranjeros" ("扶清滅洋 fu Qing mie yang").
El enemigo era la influencia extranjera. Decidieron que los "demonios primarios" eran los misioneros cristianos y los "demonios secundarios" eran los conversos chinos al cristianismo. Ambos tuvieron que retractarse o ser expulsados o asesinados.

### Movimiento antioccidental
La combinación de condiciones climáticas extremas, los intentos occidentales de colonizar China y el creciente sentimiento antiimperialista impulsaron el movimiento. Primero, una sequía seguida de inundaciones en la provincia de Shandong en 1897-1898 obligó a los agricultores a huir a las ciudades y buscar comida. Como dijo un observador: "Estoy convencido de que unos días de fuertes lluvias para poner fin a la prolongada sequía harían más para restaurar la tranquilidad que cualquier medida que el gobierno chino o los gobiernos extranjeros puedan tomar".
Una de las principales causas del descontento en el norte de China fue la actividad misionera. El Tratado de Tientsin (Tianjin) y la Convención de Pekín, firmada en 1860 después de la segunda guerra del Opio, habían otorgado a los misioneros extranjeros la libertad de predicar en cualquier lugar de China y comprar tierras para construir iglesias. El 1 de noviembre de 1897, una banda de hombres armados que quizás eran miembros de la Sociedad de las Grandes Espadas irrumpieron en la residencia de un misionero alemán de la Sociedad del Verbo Divino y mataron a dos sacerdotes. Este ataque se conoce como el incidente de Juye.

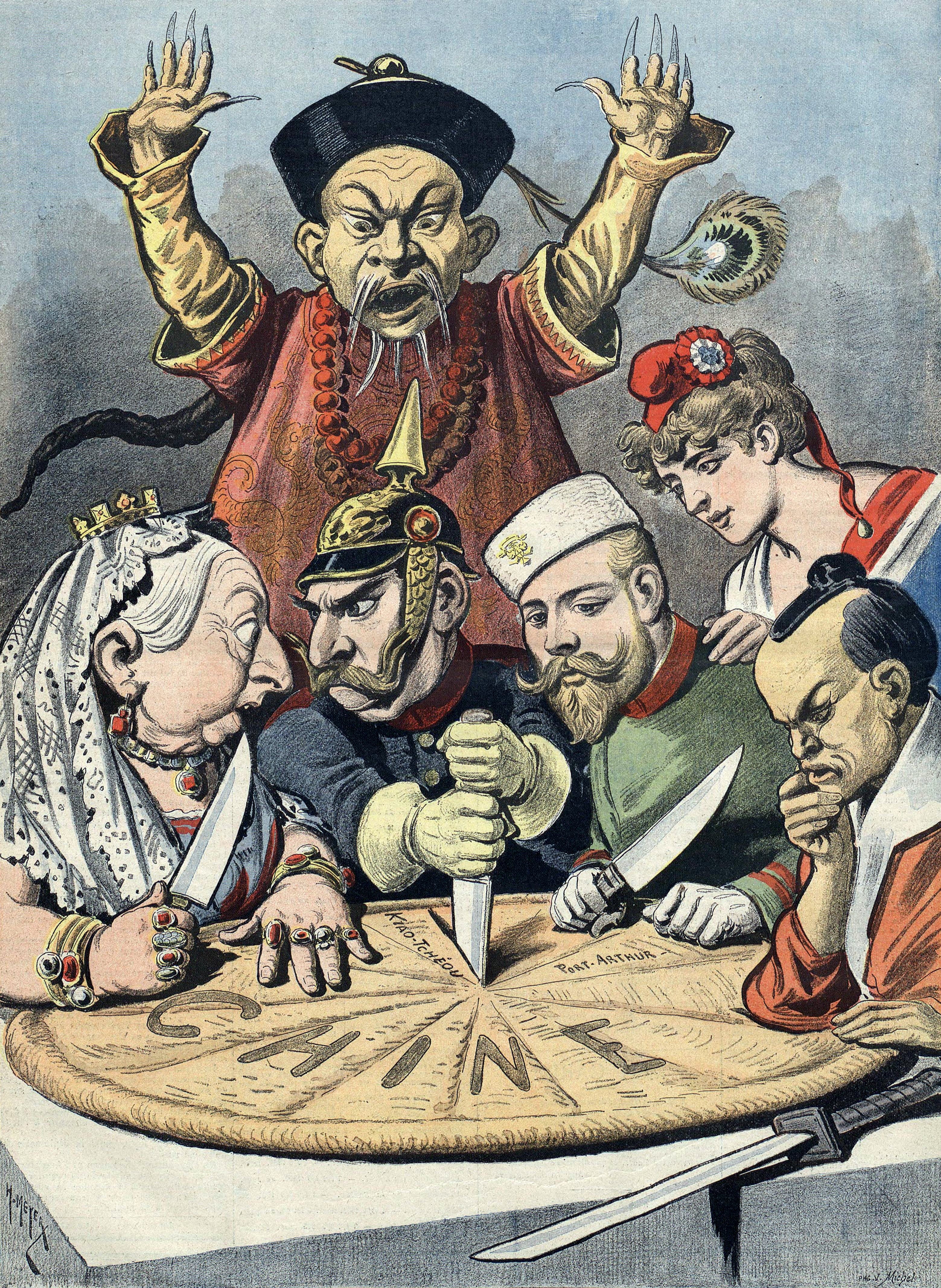
Propaganda política francesa que representa a China como un pastel a punto de ser repartido por la reina Victoria (Reino Unido de Gran Bretaña e Irlanda), el Káiser Guillermo II (Alemania), el zar Nicolás II (Rusia), Marianne (Francia) y un samurái (Japón), mientras que un chino mandarín mira impotente.

Cuando el Káiser Guillermo II recibió noticias de estos asesinatos, envió al escuadrón alemán de Asia Oriental para ocupar la bahía de Jiaozhou en la costa sur de la península de Shandong. En diciembre de 1897, Wilhelm II declaró su intención de apoderarse de territorio en China, lo que provocó una "lucha por las concesiones" por la cual el Reino Unido de Gran Bretaña e Irlanda, Francia, Rusia y Japón también aseguraron su propia esfera de influencia en China. Alemania obtuvo el control exclusivo de los préstamos para el desarrollo, la minería y la propiedad ferroviaria en la provincia de Shandong. Rusia ganó influencia de todo el territorio al norte de la Gran Muralla, más la exención de impuestos anterior para el comercio en Mongolia y Xinjiang, poderes económicos similares a los de Alemania sobre las provincias de Fengtian, Jilin y Heilongjiang. Francia ganó influencia de Yunnan, la mayoría de las provincias de Guangxi y Guangdong, Japón sobre la provincia de Fujian. El Reino Unido obtuvo influencia de todo el valle del río Yangtze (definido como todas las provincias adyacentes al río Yangtze, así como las provincias de Henan y Zhejiang), partes de las provincias de Guangdong y Guangxi y parte del Tíbet. Sólo la solicitud de Italia para la provincia de Zhejiang fue rechazada por el gobierno chino. Estos no incluyen los territorios de arrendamiento y concesión donde las potencias extranjeras tenían plena autoridad. El gobierno ruso ocupó militarmente su zona, impuso sus leyes y escuelas, se apoderó de los privilegios de minería y tala, estableció a sus ciudadanos e incluso estableció su administración municipal en varias ciudades, esto último sin el consentimiento de China.
En octubre de 1898, un grupo de bóxers atacó a la comunidad cristiana de la aldea de Liyuantun, donde un templo del Emperador de Jade se había convertido en una iglesia católica. Las disputas habían rodeado a la iglesia desde 1869, cuando el templo había sido otorgado a los residentes cristianos de la aldea. Este incidente marcó la primera vez que los bóxers usaron el lema "Apoyar a los Qing, destruir a los extranjeros" (扶清滅洋, fu Qing mie yang) que más tarde los caracterizó. Los «bóxers» se autodenominaron la «Milicia Unida en Justicia» por primera vez un año después, en la Batalla del Templo Senluo (octubre de 1899), un enfrentamiento entre los bóxers y las tropas del gobierno Qing. Al usar la palabra «milicia» en lugar de «bóxers», se distanciaron de las sectas de artes marciales prohibidas e intentaron dar a su movimiento la legitimidad de un grupo que defendía la ortodoxia.
La agresión hacia los misioneros y los cristianos provocó la ira de los gobiernos extranjeros (principalmente europeos). En 1899, el ministro francés en Pekín ayudó a los misioneros a obtener un edicto que otorgaba estatus oficial a cada orden en la jerarquía católica, permitiendo a los sacerdotes locales apoyar a su pueblo en disputas legales o familiares y evitar a los funcionarios locales. Después de que el gobierno alemán se hiciera cargo de Shandong, muchos chinos temieron que los misioneros extranjeros y posiblemente todas las actividades cristianas fueran intentos imperialistas de "cortar el melón", es decir, colonizar China pieza por pieza. Un funcionario chino expresó la animosidad hacia los extranjeros sucintamente: "llévense a sus misioneros y su opio y serán bienvenidos".
El crecimiento temprano del movimiento bóxer coincidió con la Reforma de los Cien Días (11 de junio - 21 de septiembre de 1898), en la cual los funcionarios chinos progresistas, con el apoyo de los misioneros protestantes, persuadieron al Emperador Guangxu para que instituyera reformas radicales. Esto enajenó a muchos funcionarios conservadores, cuya oposición llevó a la emperatriz viuda Cixi a intervenir y revertir las reformas. El fracaso del movimiento reformista desilusionó a muchos chinos cultos y, por lo tanto, debilitó aún más al gobierno Qing. La emperatriz tomó el poder y colocó al emperador reformista bajo arresto domiciliario.
La crisis nacional fue ampliamente considerada como causada por la agresión extranjera. Las potencias extranjeras habían derrotado a China en varias guerras, forzaron la legalización del consumo de opio y el derecho a promover el cristianismo e impusieron tratados desiguales en virtud de los cuales los extranjeros y las empresas extranjeras en China recibían privilegios especiales, derechos extraterritoriales e inmunidades de la ley china, causando resentimiento entre los chinos. Francia, Japón, Rusia y Alemania forjaron esferas de influencia, de modo que en 1900 parecía que China sería desmembrada, y cada potencia extranjera gobernaría una parte del país. Por lo tanto, en 1900, la dinastía Qing, que había gobernado China durante más de dos siglos, se estaba desmoronando y la cultura china estaba siendo atacada por religiones y culturas seculares poderosas y desconocidas.

## Desarrollo del conflicto

### Escalada de la crisis

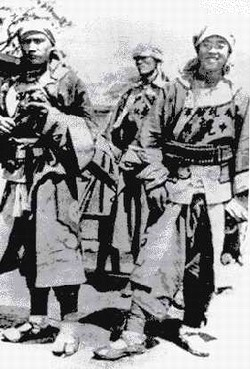
Tropas musulmanas chinas de Gansu, también conocidas como los Bravos de Gansu, mataron a un diplomático japonés el 11 de junio de 1900. Los extranjeros los llamaron los "10 000 cerdos islámicos".

En enero de 1900, con una mayoría de conservadores en la corte imperial, la emperatriz viuda Cixi cambió su posición sobre los bóxers y emitió edictos en su defensa, lo que provocó las protestas de potencias extranjeras. En la primavera de 1900, el movimiento bóxer se extendió rápidamente hacia el norte desde Shandong hacia el campo cerca de Pekín. Los bóxers quemaron iglesias cristianas, mataron a cristianos chinos e intimidaron a funcionarios chinos que se interpusieron en su camino. El ministro estadounidense, Edwin H. Conger, envió un telegrama a Washington, "todo el país está plagado de ociosos hambrientos, descontentos y sin esperanza". El 30 de mayo, los diplomáticos, liderados por el ministro británico Claude Maxwell MacDonald, solicitaron que soldados extranjeros vinieran a Pekín para defender las Delegaciones. El gobierno chino aceptó a regañadientes, y al día siguiente una fuerza multinacional de 435 tropas navales de ocho países desembarcó de buques de guerra y viajó en tren desde Dagu (Taku) a Pekín. Establecieron perímetros defensivos alrededor de sus respectivas misiones.
El 5 de junio de 1900, la línea de ferrocarril a Tientsin fue cortada por los bóxers en el campo y Pekín fue aislada. El 11 de junio, en la puerta de Yongding, el secretario de la legación japonesa, Sugiyama Akira, fue atacado y asesinado por los soldados del general Dong Fuxiang, que vigilaban la parte sur de la ciudad amurallada de Pekín. Armadas con fusiles Máuser pero con uniformes tradicionales, las tropas de Dong habían amenazado a las Delegaciones extranjeras en el otoño de 1898 poco después de llegar a Pekín, tanto que las tropas del Cuerpo de Marines de los Estados Unidos habían sido llamadas a Pekín para proteger las Delegaciones. El Káiser alemán Guillermo II estaba tan alarmado por las tropas musulmanas chinas que solicitó al califa Abdul Hamid II del Imperio Otomano que encontrara una manera de detener la lucha de las tropas musulmanas.
El califa aceptó la solicitud del Káiser y envió a Enver Pasha (no confundir con el futuro líder de los Jóvenes Turcos) a China en 1901, pero la rebelión ya había terminado.
También el 11 de junio, el primer bóxer, vestido con sus galas, fue visto en el Barrio de las Delegaciones. El ministro alemán, Clemens von Ketteler, y los soldados alemanes capturaron a un niño bóxer y lo ejecutaron inexplicablemente. En respuesta, miles de bóxers irrumpieron en la ciudad amurallada de Pekín esa tarde y quemaron muchas de las iglesias y catedrales cristianas en la ciudad, y a algunas víctimas con vida también. Los misioneros estadounidenses y británicos se habían refugiado en la Misión Metodista y los marines estadounidenses rechazaron un ataque allí. Los soldados de la embajada británica y las Delegaciones alemanas dispararon y mataron a varios bóxers, alienando a la población china de la ciudad y empujando al gobierno Qing hacia el apoyo de los bóxers.
Los musulmanes de Gansu y los bóxers, junto con otros chinos, atacaron y mataron a cristianos chinos en torno a las Delegaciones en venganza por los ataques extranjeros contra los chinos.

### Expedición Seymour

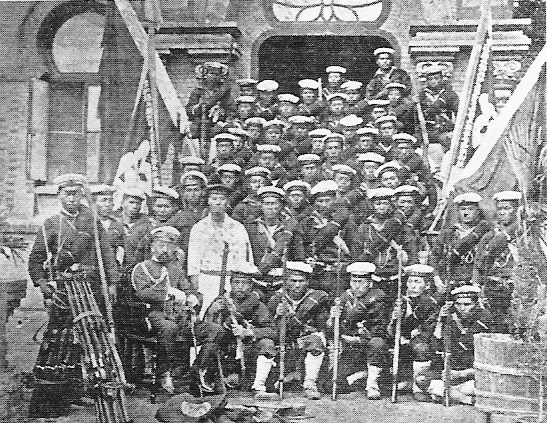
Marines japoneses de la Expedición Seymour.

A medida que la situación se volvió más violenta, una segunda fuerza multinacional de 2000 marineros e infantes de marina bajo el mando del vicealmirante británico Edward H. Seymour, el mayor contingente británico, fue enviada desde Dagu a Pekín el 10 de junio de 1900. Las tropas fueron transportadas por tren de Dagu a Tientsin con el acuerdo del gobierno chino, pero el ferrocarril entre Tientsin y Pekín había sido cortado. Seymour decidió avanzar y reparar la vía, o avanzar a pie si fuera necesario, teniendo en cuenta que la distancia entre Tientsin y Pekín era de sólo 120 km. Cuando Seymour dejó Tientsin y se dirigió hacia Pekín, enfureció a la corte imperial.
Como resultado, el príncipe manchú pro-bóxer Duan se convirtió en líder del Zongli Yamen (oficina de asuntos exteriores), reemplazando al príncipe Qing. El príncipe Duan era miembro del clan imperial Aisin Gioro (los extranjeros lo llamaban «Sangre Real»), y la emperatriz viuda Cixi había nombrado a su hijo como el próximo en la sucesión para el trono imperial. Se convirtió en el líder efectivo de los bóxers y era extremadamente antiextranjero. Pronto ordenó al ejército imperial Qing atacar a las fuerzas extranjeras. Confundido por las órdenes en conflicto de Pekín, el general Nie Shicheng dejó pasar al ejército de Seymour en sus trenes.

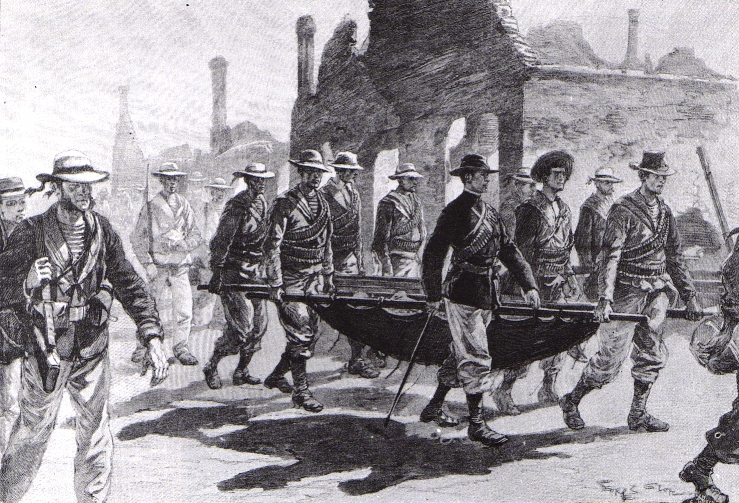
El almirante Seymour regresando a Tientsin con sus hombres heridos el 26 de junio.

Después de abandonar Tientsin, el convoy llegó rápidamente a Langfang, pero descubrió que el ferrocarril allí estaba destruido. Los ingenieros de Seymour intentaron reparar la línea, pero el ejército aliado se vio rodeado, ya que las vías, tanto detrás como delante de ellos, habían sido destruidas. Fueron atacados desde todas partes por irregulares chinos y tropas gubernamentales chinas. Cinco mil de los «Bravos de Gansu» de Dong Fuxiang y un número desconocido de bóxers obtuvieron una victoria costosa pero importante sobre las tropas de Seymour en la batalla de Langfang el 18 de junio. Cuando el ejército europeo aliado se retiró de Langfang, la caballería les disparó constantemente y la artillería bombardeó sus posiciones. Se informó que la artillería china era superior a la artillería europea, ya que los europeos no se molestaron en traer mucho para la campaña, pensando que podrían barrer fácilmente la resistencia china.
Los europeos no pudieron localizar la artillería china que hacía llover proyectiles sobre sus posiciones. Minería, ingeniería, inundaciones y ataques simultáneos fueron empleados por las tropas chinas. Los chinos también emplearon movimientos de pinzas, emboscadas y tácticas de francotiradores con cierto éxito contra los extranjeros.

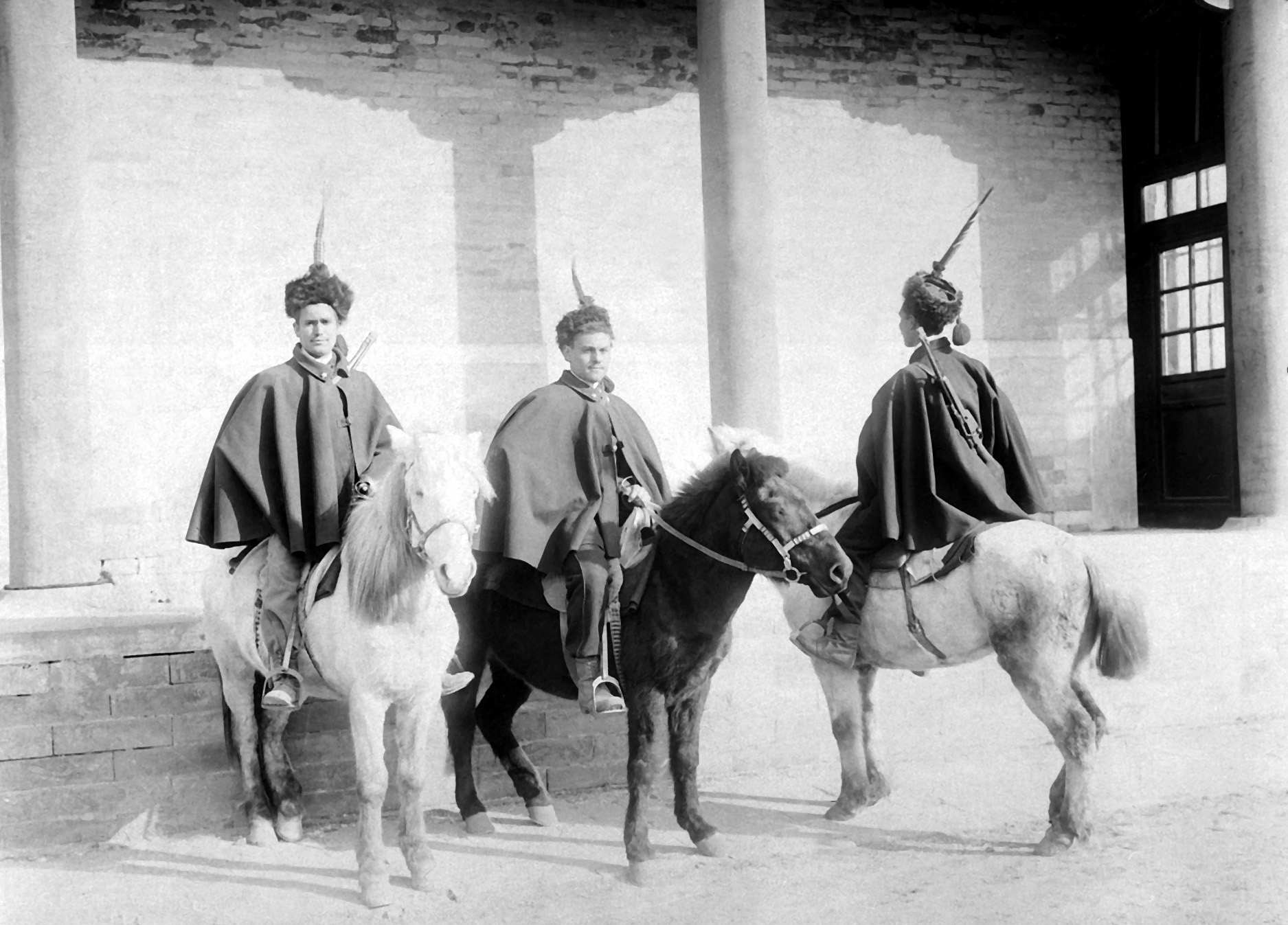
Infantería montada italiana cerca de Tientsin en 1900.

Las noticias llegaron el 18 de junio sobre ataques a legaciones extranjeras. Seymour decidió continuar avanzando, esta vez a lo largo del río Beihe, hacia Tongzhou, a 25 kilómetros de Pekín. Para el 19 de junio, tuvieron que abandonar sus esfuerzos debido al endurecimiento progresivo de la resistencia y comenzaron a retirarse hacia el sur a lo largo del río con más de 200 heridos. Al comandar cuatro juncos civiles chinos a lo largo del río, cargaron todos sus heridos y suministros restantes sobre ellos y los arrastraron con cuerdas desde las orillas del río. En este punto, tenían muy poca comida, municiones y suministros médicos. Inesperadamente, se toparon con el Gran Arsenal Xigu, un escondite de municiones Qing oculto del que las Potencias Aliadas no tenían conocimiento hasta entonces. Inmediatamente lo capturaron y lo ocuparon, descubriendo no solo cañones de campaña Krupp, sino también rifles con millones de municiones, junto con toneladas de arroz y abundantes suministros médicos.
Allí se acantonaron y esperaron el rescate. Un sirviente chino pudo infiltrarse a través de las líneas bóxers y Qing, informando a las Ocho Potencias de la situación de las tropas de Seymour. Rodeados y atacados casi todo el día por las tropas Qing y los bóxers, la posición estaba a punto de ser tomada. El 25 de junio, un regimiento compuesto por 1800 hombres (900 tropas rusas de Port Arthur, 500 marineros británicos, con una mezcla ad hoc de otras tropas variadas de la Alianza) finalmente llegó a pie desde Tientsin para rescatar a Seymour. Después de inutilizar los cañones de campaña y prender fuego a cualquier munición que no se pudieran llevar (un valor estimado de £3 millones), Seymour, su fuerza y la misión de rescate marcharon de regreso a Tientsin, sin oposición, el 26 de junio. Las bajas de Seymour durante la expedición fueron 62 muertos y 228 heridos.

### Conflictos dentro de la corte imperial Qing

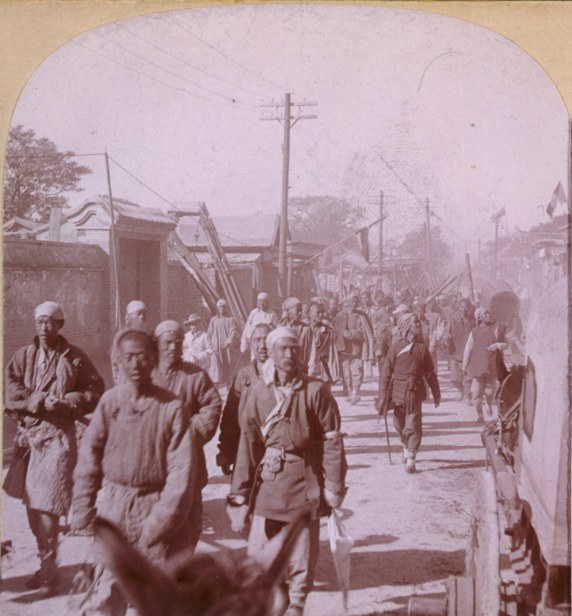
Un grupo de bóxers en 1901.

Mientras tanto, en Pekín, el 16 de junio, la emperatriz viuda Cixi convocó a la corte imperial para una audiencia masiva y abordó las opciones entre usar a los bóxers para desalojar a los extranjeros de la ciudad o buscar una solución diplomática. Un alto funcionario dudaba de la eficacia de la magia de los bóxers, pero Cixi se opuso: ambas partes del debate en la corte imperial se dieron cuenta de que el apoyo popular a los bóxers en el campo era casi universal y que la represión sería difícil e impopular, especialmente cuando las tropas extranjeras estaban en marcha.
Dos facciones estuvieron activas durante este debate. Por un lado estaban los antiextranjeros, que veían a los foráneos como invasores e imperialistas y evocaban un populismo nativista. Estos abogaron por aprovechar a los bóxers para lograr la expulsión de las tropas e influencias extranjeras. Los proextranjeros, por otro lado, llevaron a cabo acercamientos con los gobiernos extranjeros, viendo a los bóxers como supersticiosos e ignorantes.
El evento que inclinó irrevocablemente al gobierno imperial de Qing hacia el apoyo a los bóxers y la guerra con las potencias extranjeras fue el ataque de las armadas extranjeras a los fuertes de Dagu cerca de Tientsin, el 17 de junio de 1900.

### Asedio de las Delegaciones en Pekín

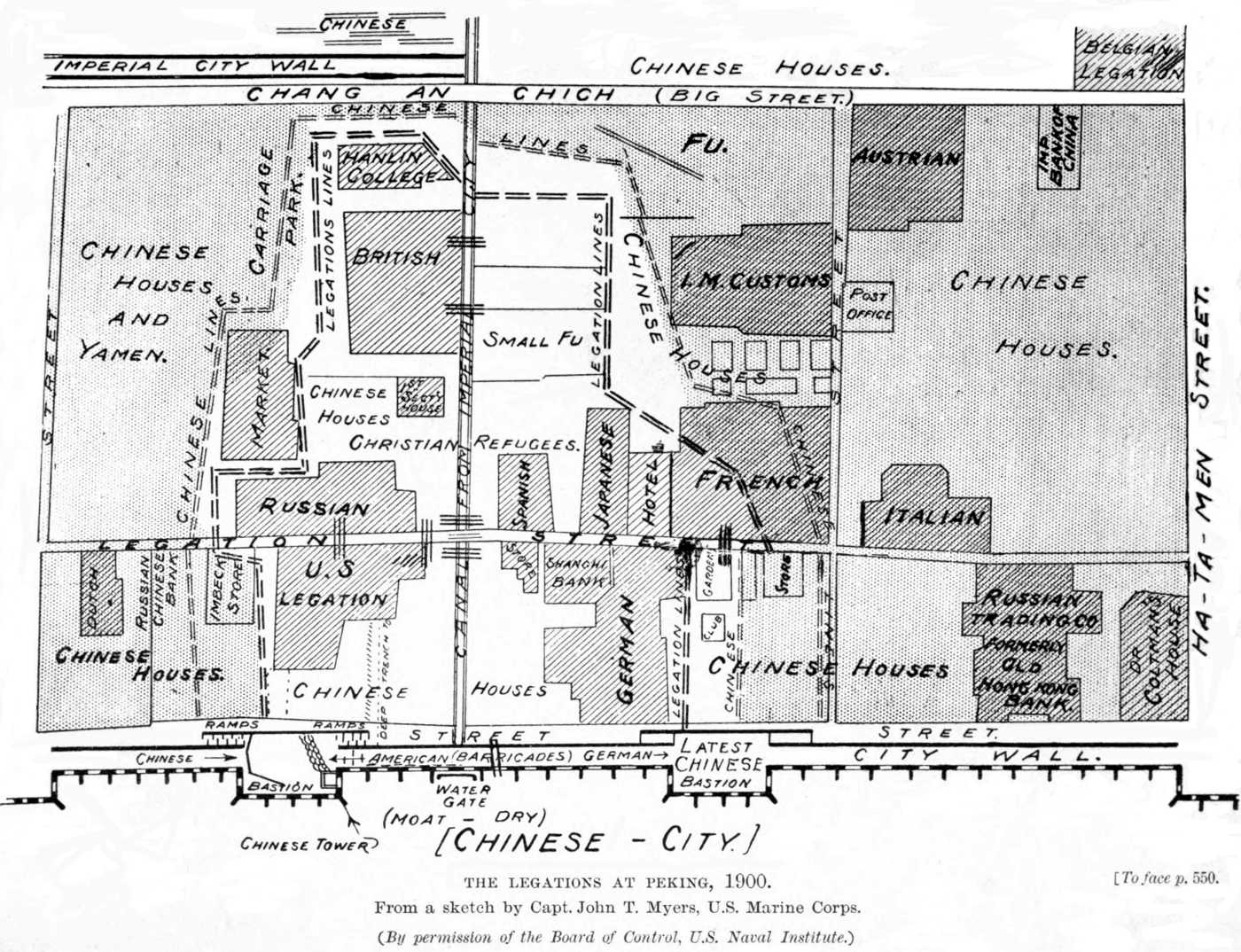
Ubicaciones de las delegaciones diplomáticas extranjeras y líneas de frente en Pekín durante el asedio.

El 15 de junio, las fuerzas imperiales de Qing desplegaron minas eléctricas en el río Beihe (Peiho) para evitar que la Alianza de las Ocho Naciones enviara barcos para atacar. Con una situación militar difícil en Tientsin y un colapso total de las comunicaciones entre Tientsin y Pekín, las naciones aliadas tomaron medidas para reforzar significativamente su presencia militar. El 17 de junio tomaron los fuertes de Dagu al mando de las aproximaciones a Tientsin, y desde allí trajeron un número creciente de tropas a tierra. Cuando Cixi recibió un ultimátum exigiendo que China cediera el control total sobre todos sus asuntos militares y financieros a los extranjeros, ella declaró desafiante ante todo el Gran Consejo: "Ahora ellos [las Potencias] han comenzado la agresión y la extinción de nuestra nación es inminente. Si simplemente nos cruzamos de brazos y cedemos ante ellos, no tendría cara suficiente para ver a nuestros antepasados después de la muerte. Si debemos perecer, ¿por qué no luchamos hasta la muerte?".
Fue en este punto que Cixi comenzó a bloquear a las Delegaciones con los ejércitos de la Fuerza de Campo de Pekín. Cixi declaró que "siempre he sido de la opinión que a los ejércitos aliados se les había permitido escapar con demasiada facilidad en 1860 [en referencia a la segunda guerra del Opio. Sólo fue necesario un esfuerzo conjunto para haberle dado la victoria a China. Hoy, por fin, la oportunidad de venganza ha llegado" y dijo que millones de chinos se unirían a la causa de luchar contra los extranjeros ya que los manchúes habían brindado "grandes beneficios" a China. Al recibir la noticia del ataque a los fuertes de Dagu el 19 de junio, la emperatriz viuda Cixi envió inmediatamente una orden a las Delegaciones para que los diplomáticos y otros extranjeros salieran de Pekín bajo la escolta del ejército chino en 24 horas.
A la mañana siguiente, diplomáticos de las Delegaciones sitiadas se reunieron para discutir la oferta de la Emperatriz. La mayoría rápidamente acordó que no podían confiar en el ejército chino. Temiendo que los mataran, rechazaron la demanda de la Emperatriz. El enviado imperial alemán, el barón Klemens Freiherr von Ketteler, se enfureció con las acciones de las tropas del ejército chino y decidió llevar sus quejas a la corte real. Contra el consejo de los compañeros extranjeros, el barón dejó las Delegaciones con un solo ayudante y un equipo de cargadores para llevar su silla de manos. En su camino hacia el palacio, von Ketteler fue asesinado en las calles de Pekín por un capitán manchú. Su ayudante logró escapar del ataque y transmitió la noticia de la muerte del barón al complejo diplomático. Ante esta noticia, los otros diplomáticos temieron que también fueran asesinados si abandonaban el barrio de la Delegación y optaron por seguir desafiando la orden china de abandonar Pekín. Las Delegaciones fueron fortificadas apresuradamente. La mayoría de los civiles extranjeros, que incluía una gran cantidad de misioneros y hombres de negocios, se refugiaron en la delegación británica, el mayor complejo diplomático. Los cristianos chinos se alojaron principalmente en el palacio adyacente (Fu) del príncipe Su, quien fue obligado a abandonar su propiedad por los soldados extranjeros.
El 21 de junio, la emperatriz viuda Cixi declaró la guerra contra todas las potencias extranjeras. Los gobernadores regionales que comandaban ejércitos modernizados sustanciales, como Li Hongzhang en Cantón, Yuan Shikai en Shandong, Zhang Zhidong en Wuhan y Liu Kunyi en Nankín, se negaron a unirse a la declaración de guerra de la corte imperial y mantuvieron en desconocimiento de esto al público en el sur. Yuan Shikai utilizó sus propias fuerzas para reprimir a los bóxers en Shandong y Zhang entabló negociaciones con los extranjeros en Shanghái para mantener a su ejército fuera del conflicto. La neutralidad de estos gobernadores provinciales y regionales dejó a la mayoría de los chinos fuera del conflicto. Se llamaron «La protección mutua del sudeste de China».
Las delegaciones del Reino Unido de Gran Bretaña e Irlanda, Francia, Alemania, Italia, del Imperio austrohúngaro, España, Bélgica, los Países Bajos, los Estados Unidos, Rusia y Japón se ubicaban en el Barrio de las Delegaciones de Pekín al sur de la Ciudad Prohibida. El ejército chino y los bóxers irregulares sitiaron el Barrio de las Delegaciones del 20 de junio al 14 de agosto de 1900. Un total de 473 civiles extranjeros, 409 soldados, infantes de marina y marineros de ocho países, y unos 3.000 cristianos chinos se refugiaron allí. Bajo el mando del ministro británico en China, Claude Maxwell MacDonald, el personal de la delegación y los guardias militares defendieron el complejo con armas ligeras, tres ametralladoras y un viejo cañón de avancarga, que recibió el sobrenombre de International Gun porque el cañón era británico, el carruaje italiano, los proyectiles rusos y los artilleros estadounidenses. Los cristianos chinos en las delegaciones llevaron a los extranjeros al cañón y resultó importante en la defensa. También bajo asedio en Pekín estaba la Catedral del Norte (Beitang) de la Iglesia Católica. El Beitang fue defendido por 43 soldados franceses e italianos, 33 sacerdotes y monjas católicos extranjeros y unos 3200 católicos chinos. Los defensores sufrieron numerosas bajas, especialmente por la falta de alimentos y por las minas que los chinos hicieron explotar en túneles excavados debajo del complejo. Se desconoce el número de soldados y bóxers chinos que asediaron el barrio y el Beitang.

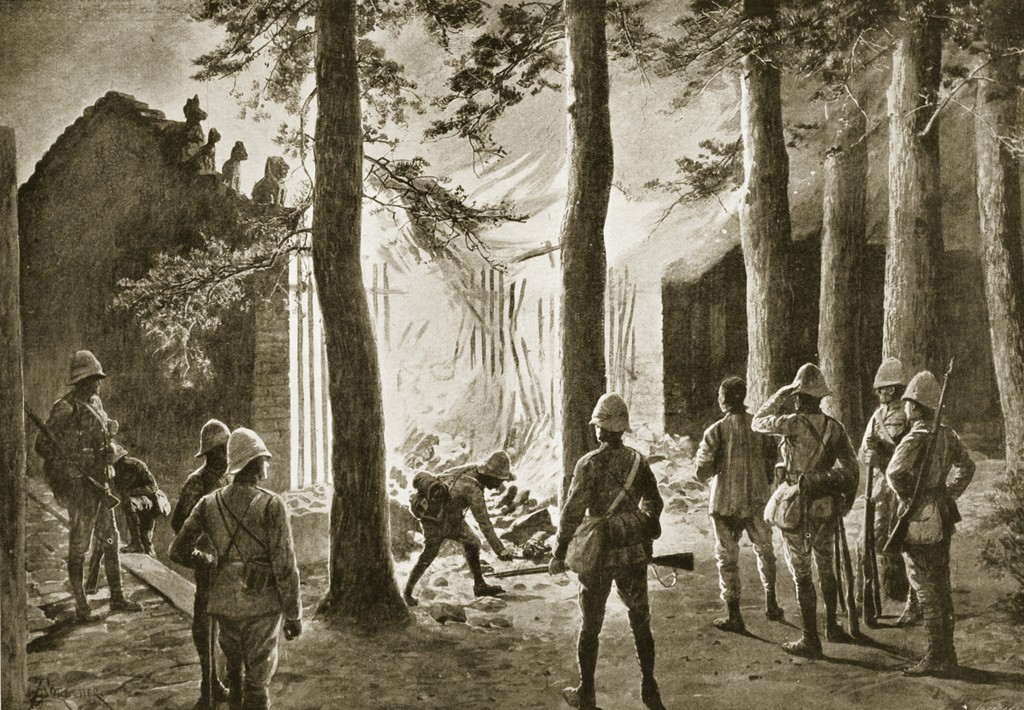
Soldados queman el templo, Shanhaiguan en 1900. La destrucción de un templo chino a la orilla del Pei-Ho, por Amédée Forestier

Los días 22 y 23 de junio, los soldados y bóxers chinos incendiaron áreas al norte y al oeste de la delegación británica, utilizando esto como una "táctica aterradora" para atacar a los defensores. La cercana Academia Hanlin, un complejo de patios y edificios que albergaba "la quintaesencia de la erudición china... la biblioteca más antigua y rica del mundo", se incendió. Cada bando culpó al otro por la destrucción de los invaluables libros que contenía.
Después de no quemar a los extranjeros, el ejército chino adoptó una estrategia similar a la anaconda. Los chinos construyeron barricadas que rodeaban el Barrio de las Delegaciones y avanzaron, ladrillo por ladrillo, sobre las líneas extranjeras, obligando a los guardias de la delegación extranjera a retirarse unos pocos pies a la vez. Esta táctica se utilizó especialmente en el Fu, defendida por marineros y soldados japoneses e italianos, y habitada por la mayoría de los cristianos chinos. Fuego de balas, artillería y petardos fueron dirigidos contra las Delegaciones casi todas las noches, pero hicieron poco daño. El fuego de francotiradores hizo mella entre los defensores extranjeros. A pesar de su ventaja numérica, los chinos no intentaron un asalto directo al Barrio de las Delegaciones, aunque en palabras de uno de los asediados, "habría sido fácil, con un movimiento fuerte y rápido por parte de las numerosas tropas chinas, haber aniquilado a los extranjeros... en una hora". El misionero estadounidense Frank Gamewell y su equipo de "parsons de combate" fortificaron el Barrio de las Delegaciones, pero impresionaron a los cristianos chinos para que hicieran la mayor parte del trabajo físico de construir defensas.
Los alemanes y los estadounidenses ocuparon quizás la posición defensiva más crucial de todas: el Muro Tártaro. Sostener la parte superior de la pared de 14 m de alto y 12 m de ancho era vital. Las barricadas alemanas miraban hacia el este en la parte superior del muro y 370 m al oeste estaban las posiciones estadounidenses orientadas al oeste. Los chinos avanzaron hacia ambas posiciones construyendo barricadas aún más cerca. "Todos los hombres sienten que están en una trampa", dijo el comandante estadounidense, el capitán John T. Myers, "y simplemente esperan la hora de la ejecución". El 30 de junio, los chinos obligaron a los alemanes a alejarse del Muro, dejando a los marines estadounidenses solos en su defensa. Al mismo tiempo, se adelantó una barricada china a unos pocos metros de las posiciones estadounidenses y quedó claro que los estadounidenses tenían que abandonar el muro u obligar a los chinos a retirarse. A las 2 de la madrugada del 3 de julio, 56 marines y marineros británicos, rusos y estadounidenses, bajo el mando de Myers, lanzaron un asalto contra la barricada china en el muro. El ataque sorprendió a los chinos durmiendo, mató a una veintena y expulsó al resto de las barricadas. Los chinos no intentaron avanzar en sus posiciones en el Muro Tártaro durante el resto del asedio.
Sir Claude MacDonald dijo que el 13 de julio fue el "día más hostigador" del asedio. Los japoneses e italianos en el Fu fueron conducidos de regreso a su última línea de defensa. Los chinos detonaron una mina debajo de la legación francesa y expulsaron a los franceses y austrohúngaros de la mayor parte de ese lugar. El 16 de julio, el oficial británico más capaz fue asesinado y el periodista George Ernest Morrison resultó herido. Pero el ministro estadounidense Edwin Hurd Conger estableció contacto con el gobierno chino y el 17 de julio, los chinos declararon un armisticio. Más del 40% de los guardias de la delegación estaban muertos o heridos. La motivación de los chinos probablemente fue darse cuenta de que una fuerza aliada de 20 000 hombres había desembarcado en China y que la retribución por el asedio estaba a la mano.

### Oficiales y comandantes con propósitos cruzados

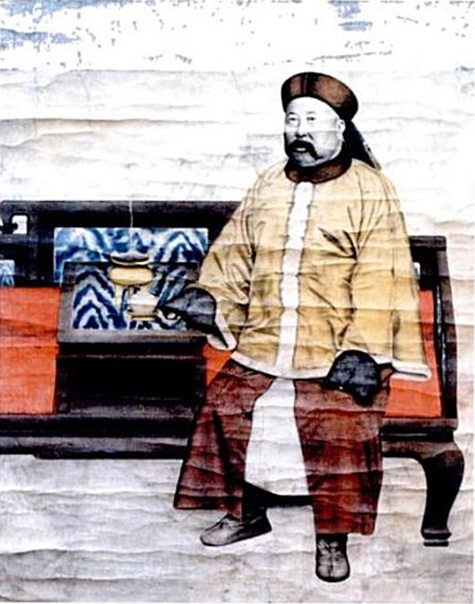
El general han Nie Shicheng, que luchó del lado de los bóxers y los aliados extranjeros.

El general manchú Ronglu concluyó que era inútil luchar contra todos los poderes simultáneamente, y se negó a presionar el asedio. El manchú Zaiyi (príncipe Duan), un amigo antiextranjero de Dong Fuxiang, quería artillería para que las tropas de Dong destruyeran las legaciones. Ronglu bloqueó la transferencia de artillería a Zaiyi y Dong, evitando que atacaran. Ronglu obligó a Dong Fuxiang y a sus tropas a retirarse para que no completaran el asedio y que no destruyeran las legaciones, salvando así a los extranjeros y haciendo concesiones diplomáticas. Ronglu y el príncipe Qing enviaron comida a las delegaciones, y utilizaron a sus estandartes manchúes para atacar a los Bravos musulmanes de Gansu de Dong Fuxiang y a los bóxers que estaban asediando a los extranjeros. Emitieron edictos ordenando que se protegiera a los extranjeros, pero los guerreros de Gansu lo ignoraron y lucharon contra estandartes que intentaban alejarlos de las legaciones. Los bóxers también recibían órdenes de Dong Fuxiang.
Ronglu también ocultó deliberadamente un decreto imperial al general Nie Shicheng. El Decreto le ordenaba que dejara de luchar contra los bóxers debido a la invasión extranjera y también porque la población estaba sufriendo. Debido a las acciones de Ronglu, el general Nie continuó luchando contra los bóxers y mató a muchos de ellos incluso cuando las tropas extranjeras se dirigían a China. Ronglu también ordenó a Nie proteger a los extranjeros y salvar el ferrocarril de los bóxers. Debido a que partes del ferrocarril fueron protegidas por las órdenes de Ronglu, el ejército invasor extranjero pudo transportarse dentro de China rápidamente. El general Nie envió miles de tropas contra los bóxers en lugar de enviarlas contra los extranjeros. Nie ya era superado en número por los Aliados por 4000 hombres. Al general Nie se le culpó por atacar a los bóxers, ya que Ronglu dejó que toda la responsabilidad recayera sobre él. En la Batalla de Tientsin (Tianjin), el general Nie decidió sacrificar su vida caminando dentro del alcance de las armas aliadas.

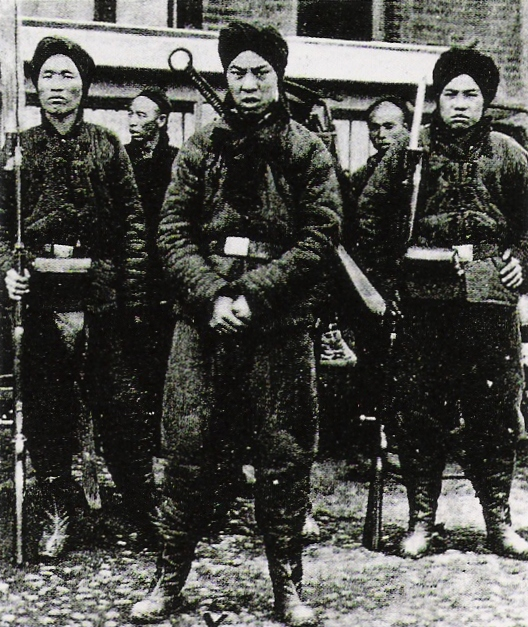
Un grupo de bóxers rebeldes.

Xu Jingcheng, quien había servido como enviado de Qing a muchos de los mismos estados sitiados en el Barrio de las Delegaciones, argumentó que "la evasión de los derechos extraterritoriales y el asesinato de diplomáticos extranjeros no tienen precedentes en China ni en el extranjero". Xu y otros cinco funcionarios instaron a la emperatriz viuda Cixi a ordenar la represión de los bóxers, la ejecución de sus líderes y un arreglo diplomático con los ejércitos extranjeros. La emperatriz viuda, indignada, sentenció a muerte a Xu y a los otros cinco por "hacer esta petición de forma deliberada y absurda a la Corte Imperial" y por "construir pensamientos subversivos". Fueron ejecutados el 28 de julio de 1900 y sus cabezas cortadas se exhibieron en los terrenos de ejecución de Caishikou en Pekín.

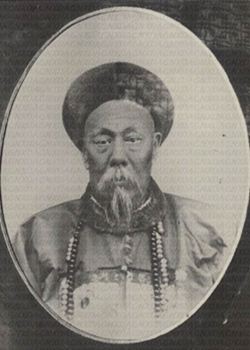
El general han Dong Fuxiang era abiertamente hostil hacia los extranjeros y su ejército de Gansu atacó sin descanso las delegaciones asediadas.

Como reflejo de esta vacilación, algunos soldados chinos dispararon liberalmente contra los extranjeros bajo asedio desde su inicio. Cixi no ordenó personalmente a las tropas imperiales que realizaran un asedio y, por el contrario, les ordenó proteger a los extranjeros en las delegaciones. El príncipe Duan llevó a los bóxers a saquear a sus enemigos dentro de la corte imperial y a los extranjeros, aunque las autoridades imperiales expulsaron a los bóxers después de que se les dejara entrar a la ciudad y emprendieran un alboroto de saqueos contra ambas, las fuerzas extranjeras y las fuerzas imperiales Qing. Los bóxers mayores fueron enviados fuera de Pekín para detener a los ejércitos extranjeros que se aproximaban, mientras que los hombres más jóvenes fueron absorbidos por el ejército musulmán de Gansu.
Con lealtades y prioridades en conflicto motivando a las diversas fuerzas dentro de Pekín, la situación en la ciudad se volvió cada vez más confusa. Las delegaciones extranjeras continuaron rodeadas por las fuerzas imperiales Qing y por las de Gansu. Mientras que el ejército Gansu de Dong Fuxiang, ahora nutrido por la incorporación de los bóxers, deseaba reforzarar el asedio, las fuerzas imperiales de Ronglu parecían haber intentado en gran medida seguir el decreto de la emperatriz viuda Cixi y proteger las delegaciones. Sin embargo, para satisfacer a los conservadores en la corte imperial, los hombres de Ronglu también dispararon contra las delegaciones y lanzaron petardos para dar la impresión de que ellos también estaban atacando a los extranjeros. Dentro de las delegaciones y fuera de la comunicación con el mundo exterior, los extranjeros simplemente dispararon contra cualquier objetivo que se presentara, incluidos los mensajeros de la corte imperial, los civiles y los sitiadores de todas las tendencias. A Dong Fuxiang se le negó la artillería en poder de Ronglu, lo que le impidió igualar a las legaciones, y cuando se quejó ante la emperatriz viuda Cixi el 23 de junio, ella dijo despectivamente que "tu cola se está volviendo demasiado pesada para moverla". La Alianza descubrió grandes cantidades de artillería y proyectiles Krupp chinos no utilizados después de levantar el asedio.
El armisticio, aunque roto en ocasiones, duró hasta el 13 de agosto cuando, con un ejército aliado liderado por el británico Alfred Gaselee acercándose a Pekín para aliviar el asedio, los chinos lanzaron su mayor descarga sobre el Barrio de las Delegaciones. A medida que el ejército extranjero se acercaba, las fuerzas chinas se dispersaban.

### Expedición Gaselee
Los ejércitos navales extranjeros comenzaron a aumentar su presencia a lo largo de la costa norte de China desde finales de abril de 1900. Varias fuerzas internacionales fueron enviadas a la capital, con un éxito variable, y las fuerzas chinas fueron finalmente derrotadas por la Alianza de las Ocho Naciones de Austria-Hungría, Francia, Alemania, Italia, Japón, Rusia, Reino Unido y los Estados Unidos. Independientemente de la alianza, los Países Bajos enviaron tres cruceros en julio para proteger a sus ciudadanos en Shanghái.

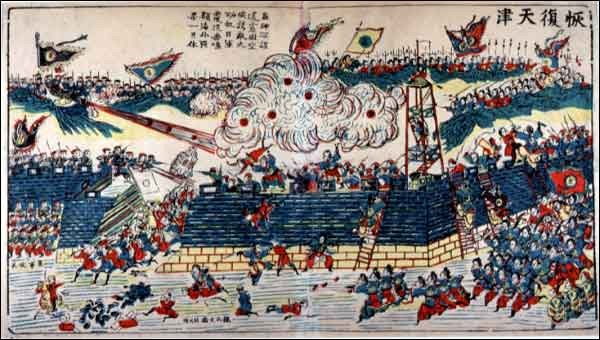
Los bóxers bombardearon Tientsin en junio de 1900, y las tropas musulmanas de Dong Fuxiang atacaron al almirante británico Seymour y a su fuerza expedicionaria.

El teniente general británico Alfred Gaselee actuó como el comandante de la Alianza de las Ocho Naciones, que finalmente llegó a 55 000 efectivos. El contingente principal estaba compuesto por japoneses (20 840), rusos (13 150), británicos (12 020), franceses (3520), estadounidenses (3420), alemanes (900), italianos (80), austrohúngaros (75) y antibóxers de las tropas chinas. El Primer Regimiento Chino (Regimiento Weihaiwei) que fue elogiado por su desempeño, consistía en colaboradores chinos al servicio del ejército británico. Eventos notables incluyeron la toma de los fuertes de Taku que comandaban los acercamientos a Tientsin y el abordaje y captura de cuatro destructores chinos por el comandante británico Roger Keyes. Entre los extranjeros asediados en Tientsin estaba un joven Herbert Hoover, ingeniero de minas estadounidense, que llegaría a convertirse en el 31.º Presidente de los Estados Unidos.
La fuerza internacional finalmente capturó Tientsin el 14 de julio, sufriendo sus bajas más graves de la rebelión de los bóxers en esta batalla. Con Tientsin como base, la fuerza internacional marchó de allí a Beijing, a unos 120 km, con 20 000 tropas aliadas. El 4 de agosto, había aproximadamente 70 000 tropas imperiales Qing y entre 50 000 y 100 000 bóxers en el camino. Los aliados solo encontraron resistencia menor, peleando batallas en Beicang y Yangcun. En Yangcun, el 14.º Regimiento de Infantería de las tropas estadounidenses y británicas lideró el asalto. El clima fue un gran obstáculo. Las condiciones eran extremadamente húmedas, con temperaturas que a veces alcanzaban los 42 °C. Estas altas temperaturas y los insectos atormentaban a los aliados. Los soldados se deshidrataban y los caballos morían. Los aldeanos chinos mataron a las tropas aliadas que buscaban pozos.

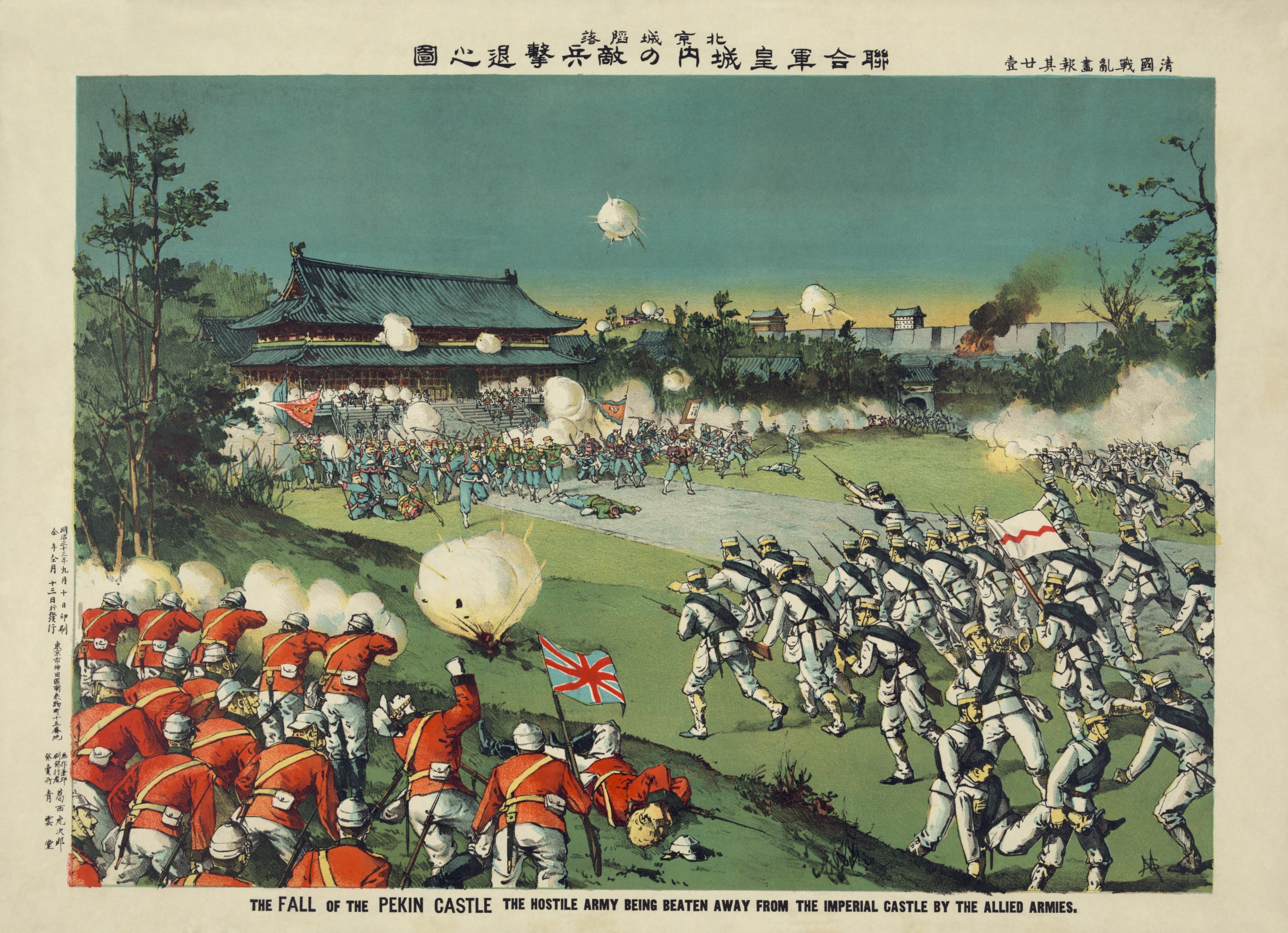
Tropas japonesas y británicas en el asalto al castillo de Pekín en septiembre de 1900.

El calor mató soldados aliados quienes expulsaban espuma en la boca. Las tácticas en el camino fueron horribles en ambos lados. Los soldados aliados decapitaban cadáveres de chinos ya muertos, bayoneteaban o decapitaban a civiles chinos vivos y violaron a niñas y mujeres chinas. Según los informes, los cosacos mataron a civiles chinos casi automáticamente y los japoneses mataron a patadas a un soldado chino. Los chinos respondieron a las atrocidades de la Alianza con actos similares de violencia y crueldad, especialmente contra los rusos capturados. El teniente Smedley Butler vio los restos de dos soldados japoneses clavados a una pared, a quienes les cortaron la lengua y les arrancaron los ojos. Este mismo teniente fue herido durante la expedición en la pierna y el pecho, luego recibió la Medalla Brevet en reconocimiento por sus acciones.
La fuerza internacional llegó a Pekín el 14 de agosto. Tras la derrota del ejército Beiyang en la Primera Guerra Sino-Japonesa, el gobierno chino había invertido mucho en la modernización del ejército imperial, que estaba equipado con modernos fusiles de repetición Máuser y artillería Krupp. Tres divisiones modernizadas formadas por abanderados manchúes protegieron la región metropolitana de Pekín. Dos de ellas estaban bajo el mando del príncipe antibóxer Qing y Ronglu, mientras que el príncipe antiextranjero Duan comandaba la Hushenying, o «División del Espíritu del Tigre», de diez mil soldados, que se había unido a los Bravos de Gansu y bóxers para atacar a los extranjeros. Fue un capitán Hushenying quien asesinó al diplomático alemán Ketteler. Además de armas y uniformes modernizados, el tenaz ejército a órdenes de Nie Shicheng recibió entrenamiento de estilo occidental por parte de oficiales alemanes y rusos. Resistieron con efectividad a la Alianza en la Batalla de Tientsin antes de retirarse y asombraron a las fuerzas de la Alianza con la precisión de su artillería durante el asedio a las concesiones de Tientsin (los proyectiles de artillería no explotaron al impactar debido a problemas de fabricación). Los Bravos de Gansu a órdenes de Dong Fuxiang, que algunas fuentes describieron como "mal disciplinados", estaban provistos con armas modernas pero no estaban entrenados de acuerdo con los ejercicios occidentales y vestían uniformes chinos tradicionales. Ellos lideraron la derrota de la Alianza en Langfang ante la Expedición Seymour y fueron los más feroces en el asedio de las Delegaciones en Beijing. Algunas fuerzas de las Ocho banderas recibieron armas modernizadas y entrenamiento occidental, convirtiéndose en las fuerzas metropolitanas insignia diezmadas en los combates. Entre los muertos manchúes estaba el padre del escritor Lao She.

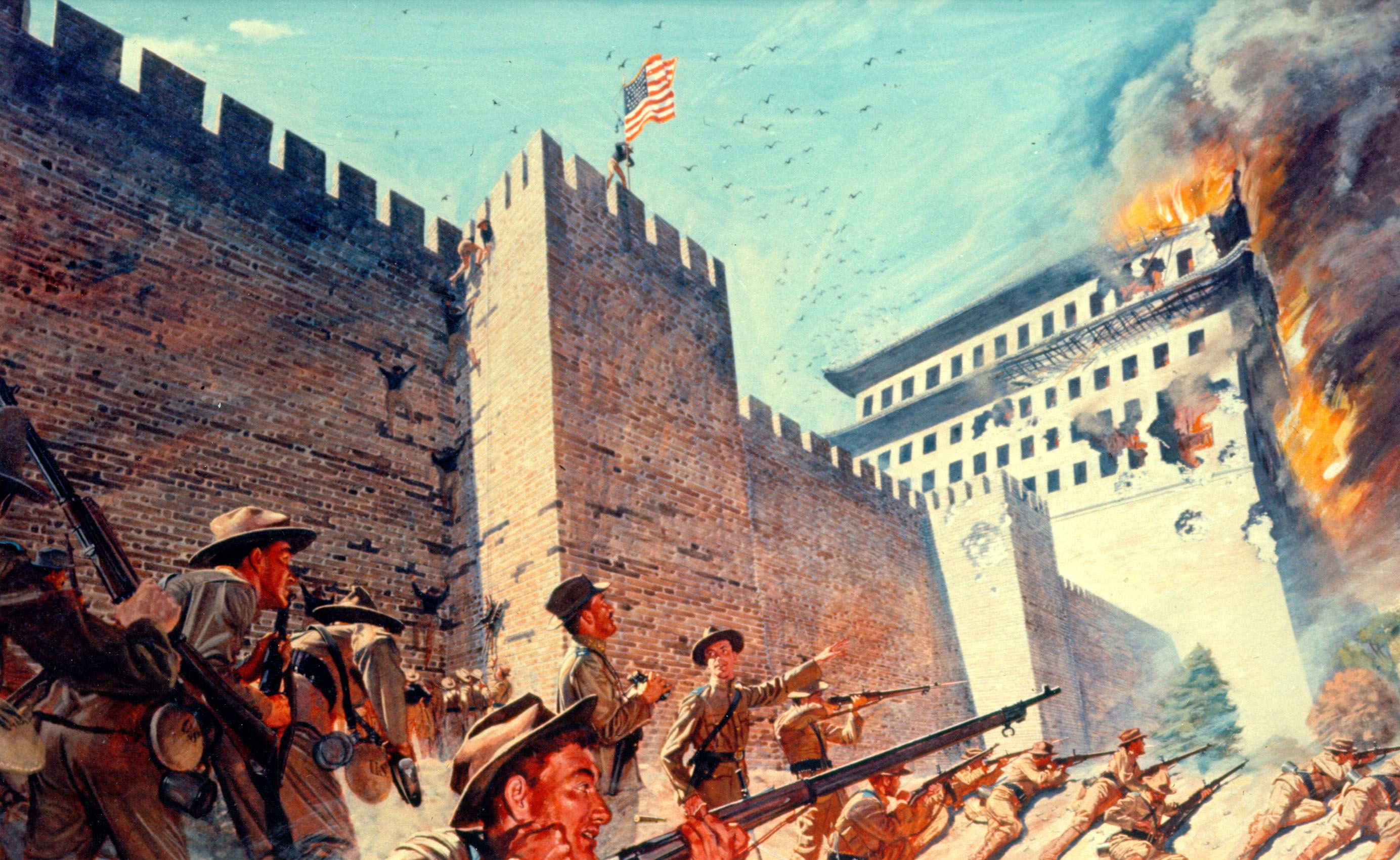
Tropas estadounidenses en «el socorro de Pekín» el 14 de agosto de 1900.

Los británicos ganaron la carrera entre las fuerzas internacionales siendo los primeros en llegar al asediado Barrio de las Delegaciones. Estados Unidos pudo desempeñar un papel debido a la presencia de sus barcos y tropas estacionados en Manila tras la conquista de las Filipinas durante la guerra hispanoamericana y la posterior guerra filipino-americana.  Para la milicia estadounidense, la acción en la Rebelión de los bóxers se conoció como la Expedición de Socorro de China. Los marines de los Estados Unidos escalando los muros de Pekín es una imagen icónica de la Rebelión de los bóxers.
El ejército británico llegó al Barrio de las Delegaciones y lo libró del asedio en la tarde del 14 de agosto. El Beitang fue librado de su asedio el 16 de agosto, primero por soldados japoneses y luego, oficialmente, por los franceses.

### Huida de los Qing de Pekín a Xi'an
En las primeras horas del 15 de agosto, justo cuando las delegaciones extranjeras eran liberadas, la emperatriz viuda Cixi, vestida con el algodón azul acolchado de una mujer de granja, el emperador Guangxu, y un pequeño séquito se subieron a tres carros de madera tirados por bueyes y, cubiertos con mantas ásperas,  escaparon de la ciudad. La leyenda dice que, entonces, la emperatriz viuda ordenó que la concubina favorita del emperador Guangxu, la Consorte Zhen, fuera arrojada a un pozo en la Ciudad Prohibida o la engañó para que ella misma se ahogara. El viaje se hizo aún más arduo por la falta de preparación, pero la emperatriz viuda insistió en que esto no era una retirada, sino un "recorrido de inspección". Después de semanas de viaje llegaron a Xi'an en la provincia de Shaanxi, más allá de los pasos protectores de montaña donde los extranjeros no podían llegar, en lo profundo del territorio musulmán chino y protegidos por los Bravos de Gansu. Los extranjeros no tenían órdenes de perseguir a la emperatriz viuda, por lo que decidieron quedarse.

## Invasión rusa de Manchuria

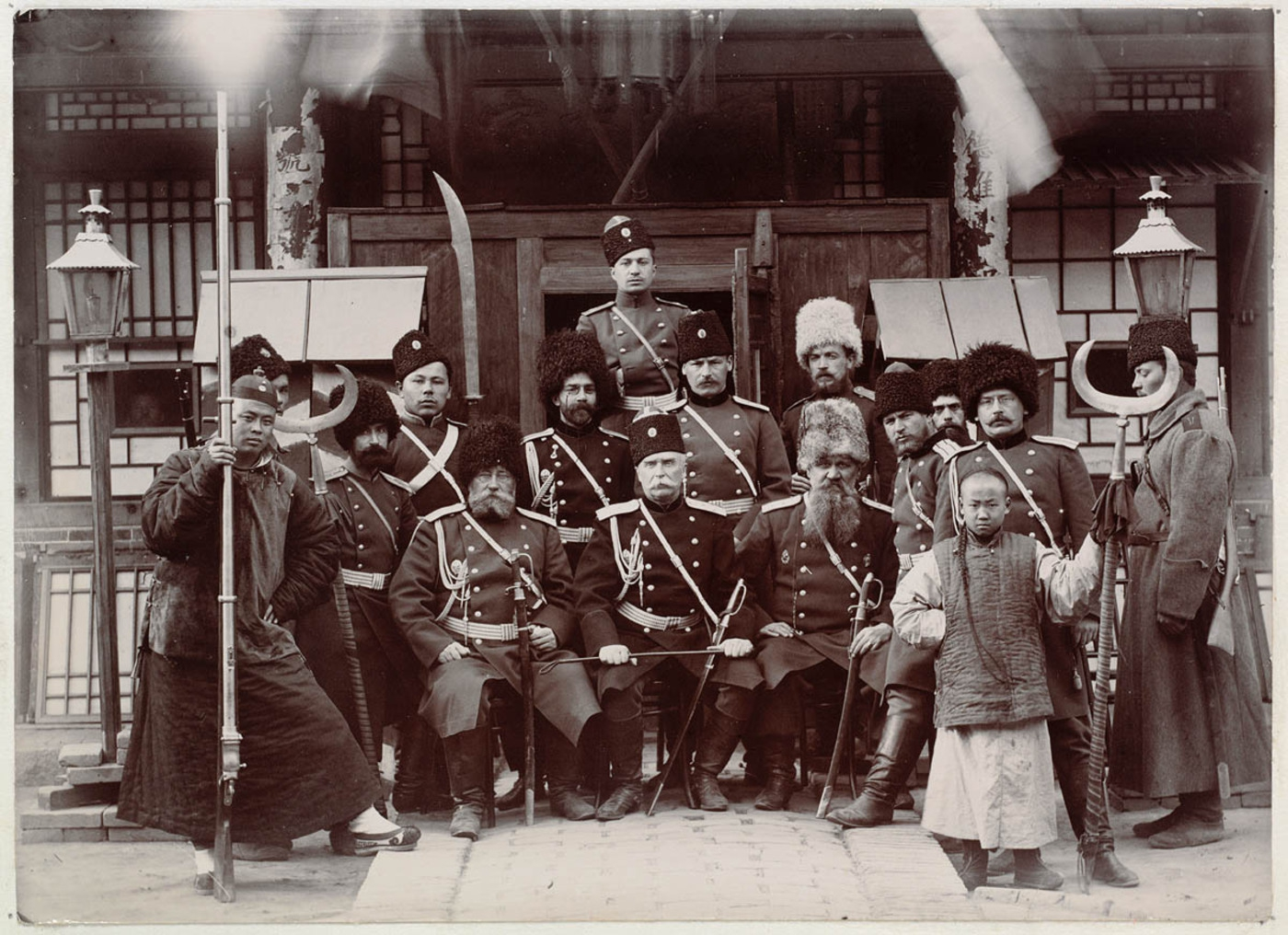
Oficiales rusos en Manchuria durante el levantamiento de los bóxers.

El Imperio ruso y el Imperio Qing habían mantenido una larga paz, comenzando con el Tratado de Nerchinsk en 1689, pero las fuerzas zaristas aprovecharon las derrotas chinas para imponer el Tratado de Aigun de 1858 y el Tratado de Pekín de 1860 que cedió el territorio anteriormente chino en Manchuria a Rusia, gran parte del cual está en manos de Rusia hasta nuestros días (Primorie). Los rusos buscaban el control del río Amur para la navegación, y los puertos de Dairen y Port Arthur en la península de Liaodong. El surgimiento de Japón como potencia asiática provocó la inquietud de Rusia, especialmente a la luz de la creciente influencia japonesa en Corea. Tras la victoria de Japón en la Primera Guerra Sino-Japonesa de 1895, la Triple Intervención de Rusia, Alemania y Francia obligó a Japón a devolver el territorio ganado en Liaodong, lo que condujo a una alianza sino-rusa de facto.
Los chinos locales en Manchuria se indignaron por estos avances rusos y comenzaron a hostigar a los rusos y a instituciones rusas como el Ferrocarril Oriental Chino. En junio de 1900, los chinos bombardearon la ciudad de Blagoveshchensk en el lado ruso del Amur. El gobierno del zar usó el pretexto de la actividad de los bóxers para mover unos 200 000 soldados al área para aplastar a los bóxers. Los chinos incendiaron un puente de ferrocarril y un cuartel destruyéndolos el 27 de julio. Los bóxers atacaron al Ferrocarril Oriental Chino y cortaron líneas para telégrafos e incendiaron las minas de Yantai.
Para el 21 de septiembre, las tropas rusas tomaron Jilin y Liaodong, y para fines de ese mes ocuparon por completo Manchuria, donde su presencia fue un factor importante que condujo a la guerra ruso-japonesa.
Los bandidos chinos Honghuzi de Manchuria, que habían luchado junto a los bóxers en la guerra, no se detuvieron cuando terminó la rebelión de los bóxers, y continuaron la guerra de guerrillas contra la ocupación rusa hasta la guerra ruso-japonesa cuando los rusos fueron derrotados por Japón.

## Masacre de misioneros y chinos cristianos

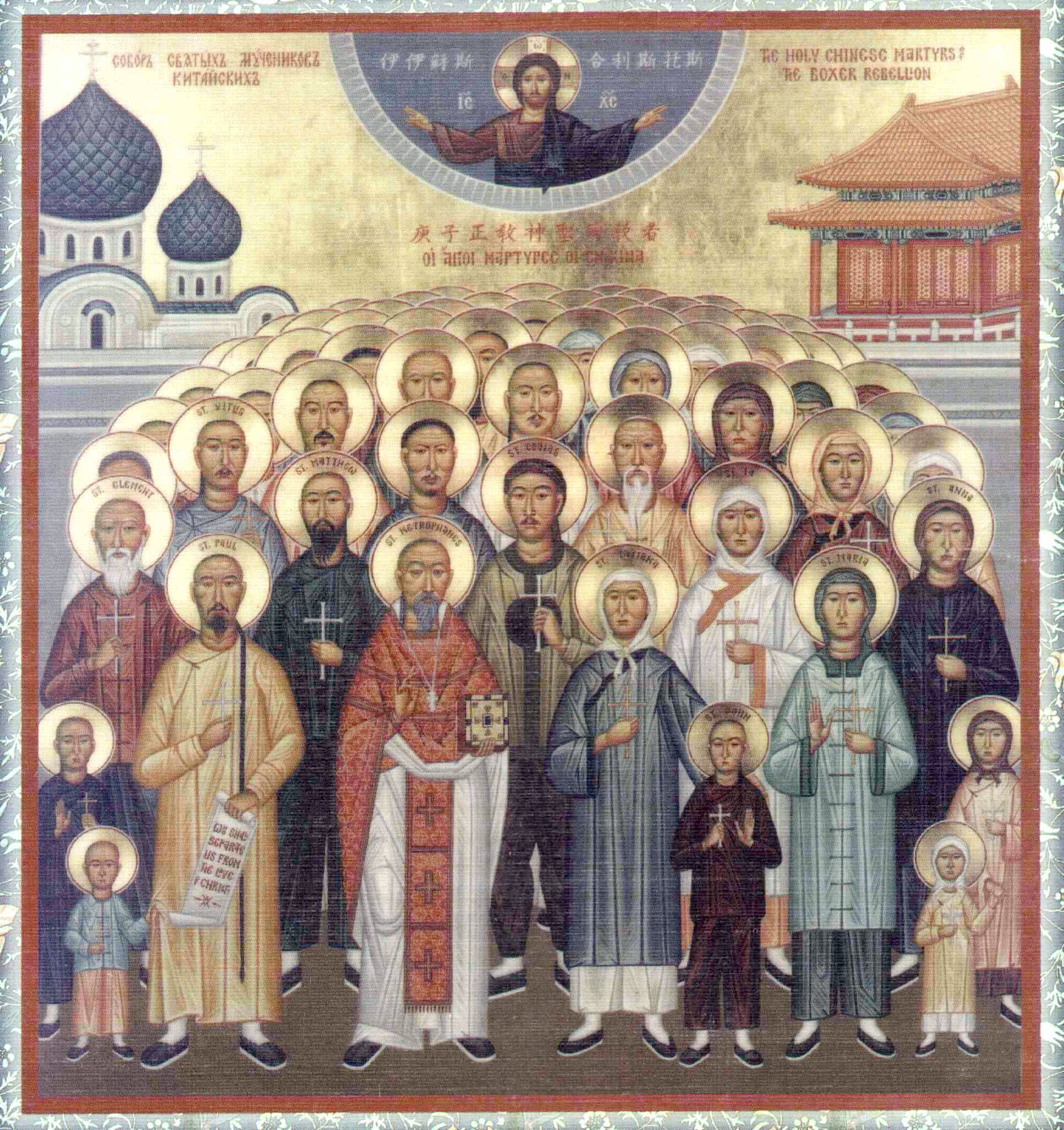
Los santos mártires chinos de la Iglesia Ortodoxa representados en un ícono encargado en 1990.

Misioneros ortodoxos, protestantes y católicos y sus feligreses chinos fueron masacrados en todo el norte de China, algunos por bóxers y otros por tropas y autoridades gubernamentales. Después de la declaración de guerra a las potencias occidentales en junio de 1900, Yuxian, quien había sido nombrado gobernador de Shanxi en marzo de aquel año, implementó una brutal política antiextranjera y anticristiana. El 9 de julio, circularon informes de que había ejecutado a cuarenta y cuatro extranjeros (incluidos mujeres y niños) de familias misioneras a quienes había invitado a la capital de la provincia de Taiyuan bajo la promesa de protegerlos. Aunque, recientemente, los supuestos relatos de testigos oculares han sido cuestionados como improbables, este evento se convirtió en un símbolo notorio de ira china, conocido como la Masacre de Taiyuan. La Sociedad Misionera Bautista, con sede en Inglaterra, abrió su misión en Shanxi en 1877.  En 1900, todos sus misioneros de allí fueron asesinados junto con 120 conversos.  Al final del verano de ese año, más extranjeros y unos 2000 cristianos chinos habían sido ejecutados en dicha provincia. El periodista y escritor histórico Nat Brandt calificó la masacre de cristianos en Shanxi como "la mayor tragedia en la historia del evangelicalismo cristiano".
Se estima que, en su conjunto, durante la rebelión de los bóxers, un total de 136 misioneros protestantes y 53 niños, 47 sacerdotes y monjas católicos, 30 000 católicos chinos, 2000 protestantes chinos y entre 200 y 400 de los 700 cristianos ortodoxos rusos habían sido asesinados en Beijing. Los bóxers asesinaron a cristianos en 26 prefecturas.
Colectivamente, los muertos protestantes fueron llamados los Mártires de China de 1900, 222 de los mártires cristianos chinos rusos, incluido San Metrofano, fueron canonizados localmente como Nuevos Mártires el 22 de abril de 1902 después de que el archimandrita Inocencio (Fugurovsky), jefe de la Misión Ortodoxa Rusa en China, solicitara al Santísimo Sínodo Gobernante perpetuar su memoria. Esta fue la primera canonización local en más de dos siglos.
Los católicos beatificaron en 4 diferentes ceremonias a 120 mártires, por los papas León XIII, Pio XII y Juan Pablo II. Este último canonizó a los 120 mártires el 1 de octubre del año 2000, en la Plaza de San Pedro en Roma, bajo el nombre de Agustín Zhao Rong y sus 119 compañeros.

## Consecuencias

### Ocupación, saqueo y atrocidades

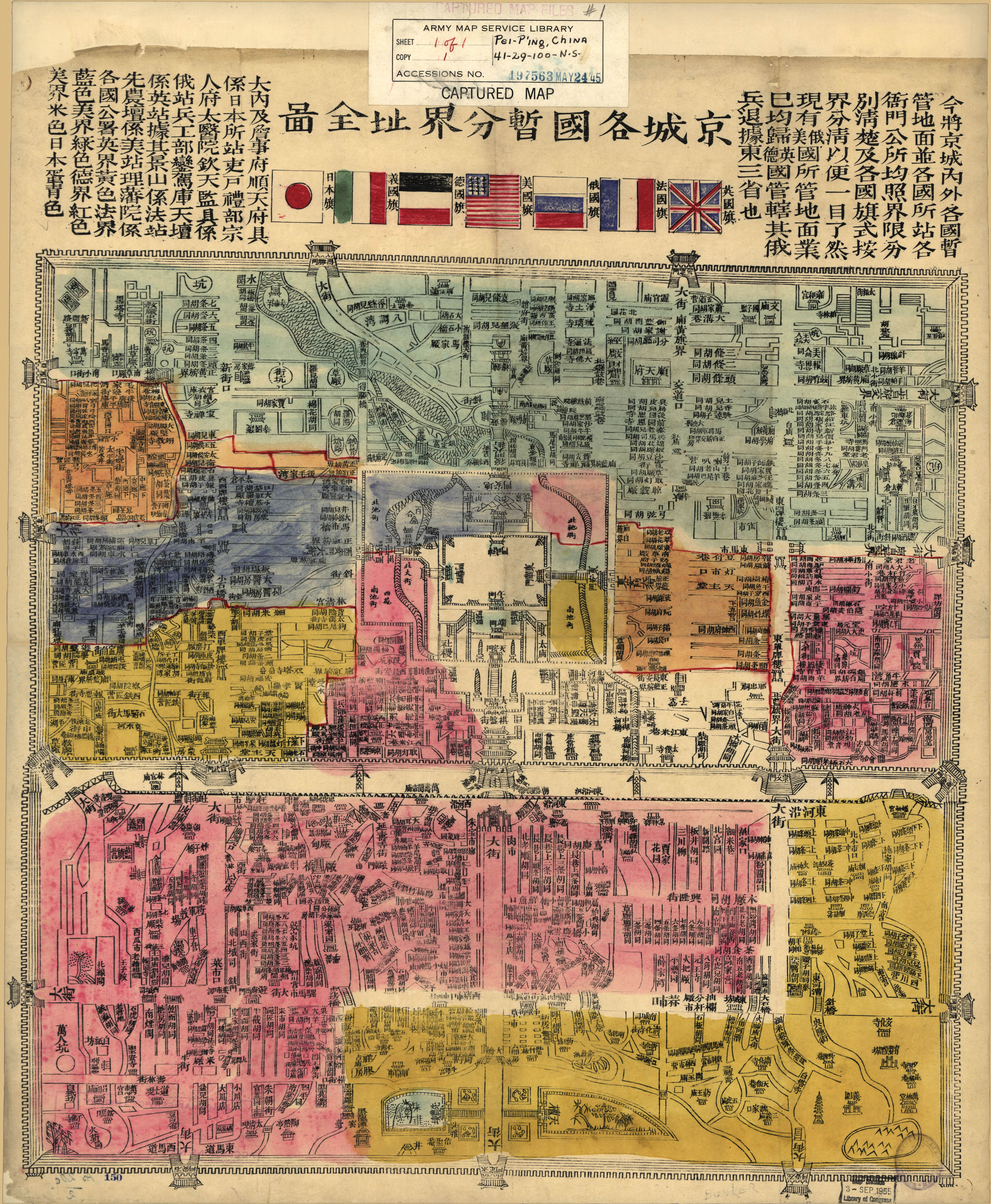
La ocupación de Pekín. Sector británico en amarillo, francés en azul, estadounidense en verde y marfil, alemán en rojo y japonés en verde claro.

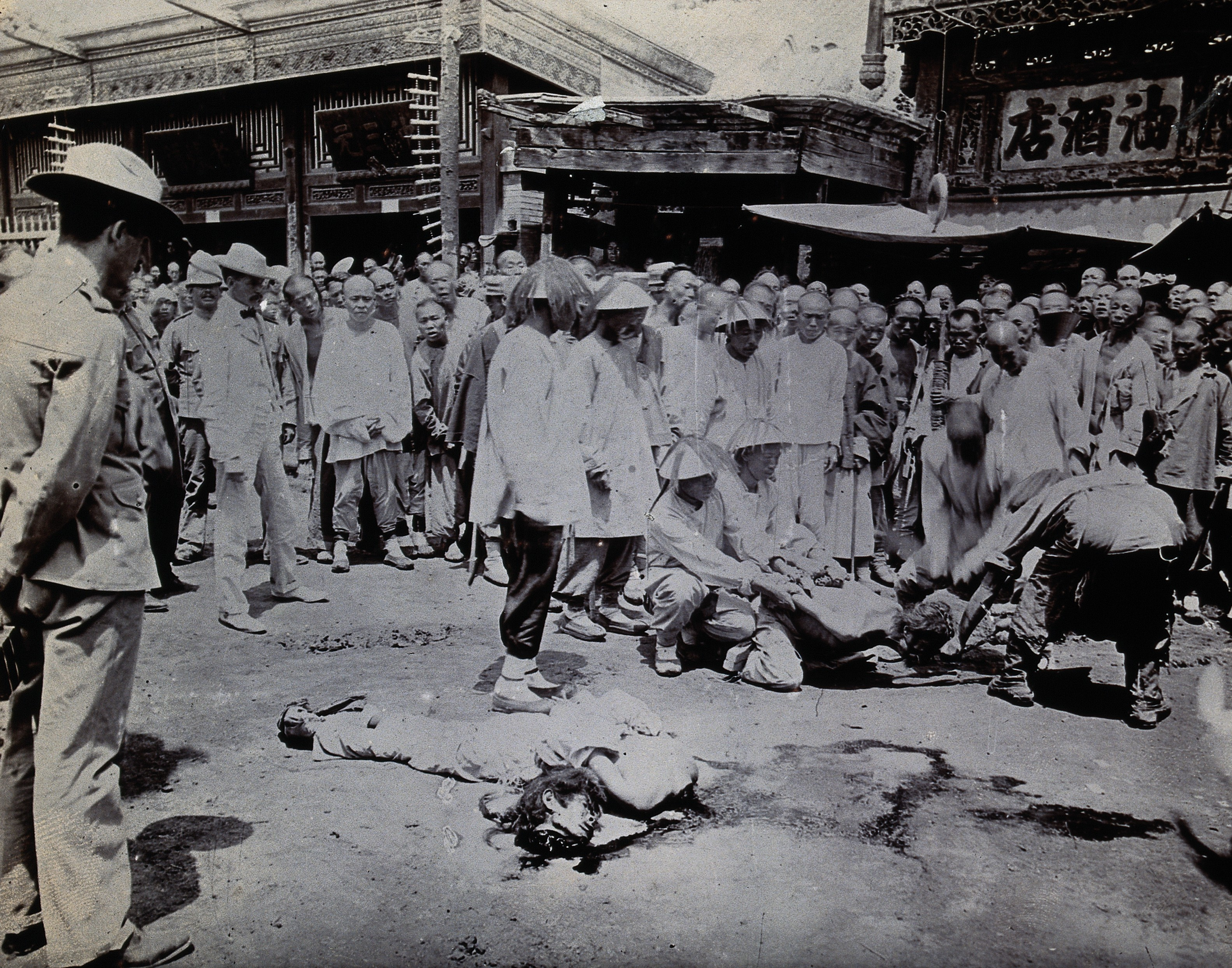
Un bóxer es ejecutado públicamente.

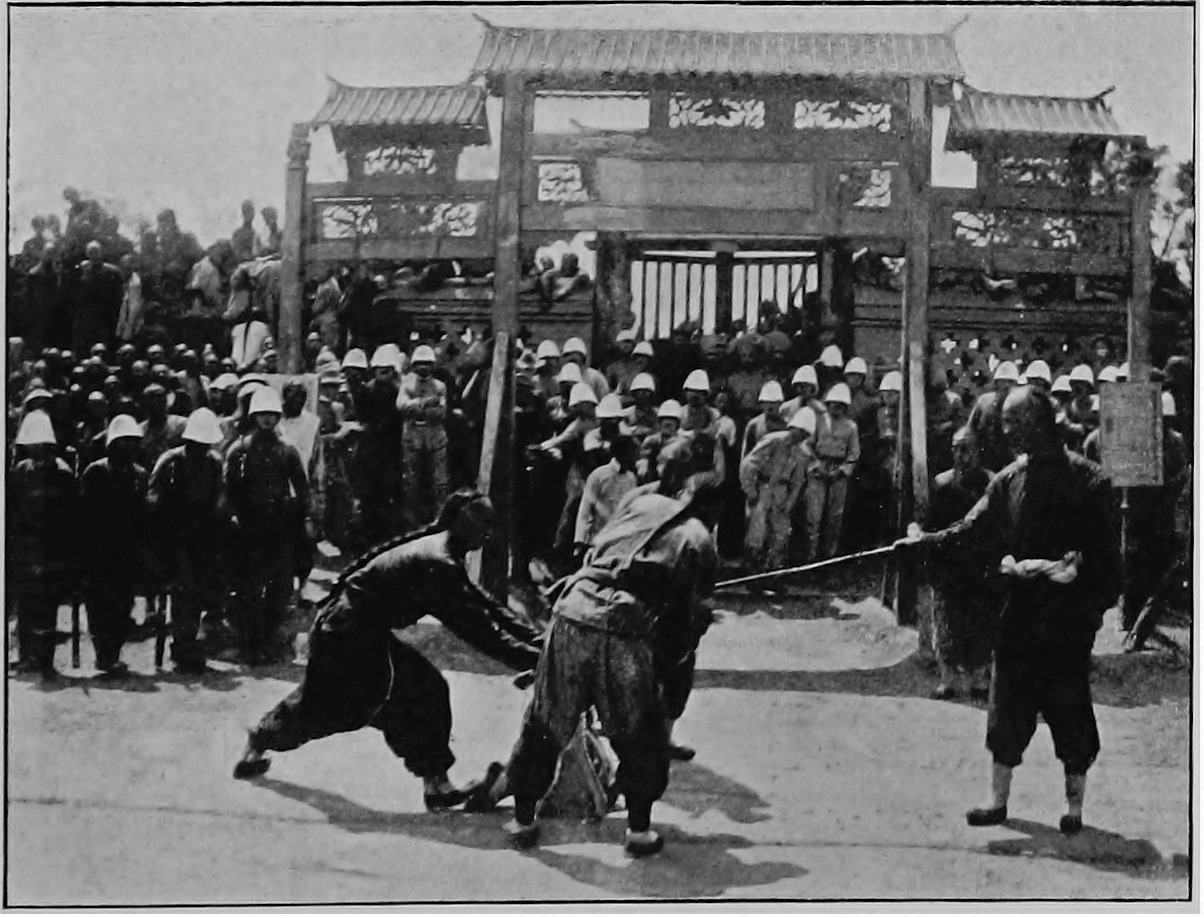
Ejecución de un bóxer por los franceses, Tientsin.

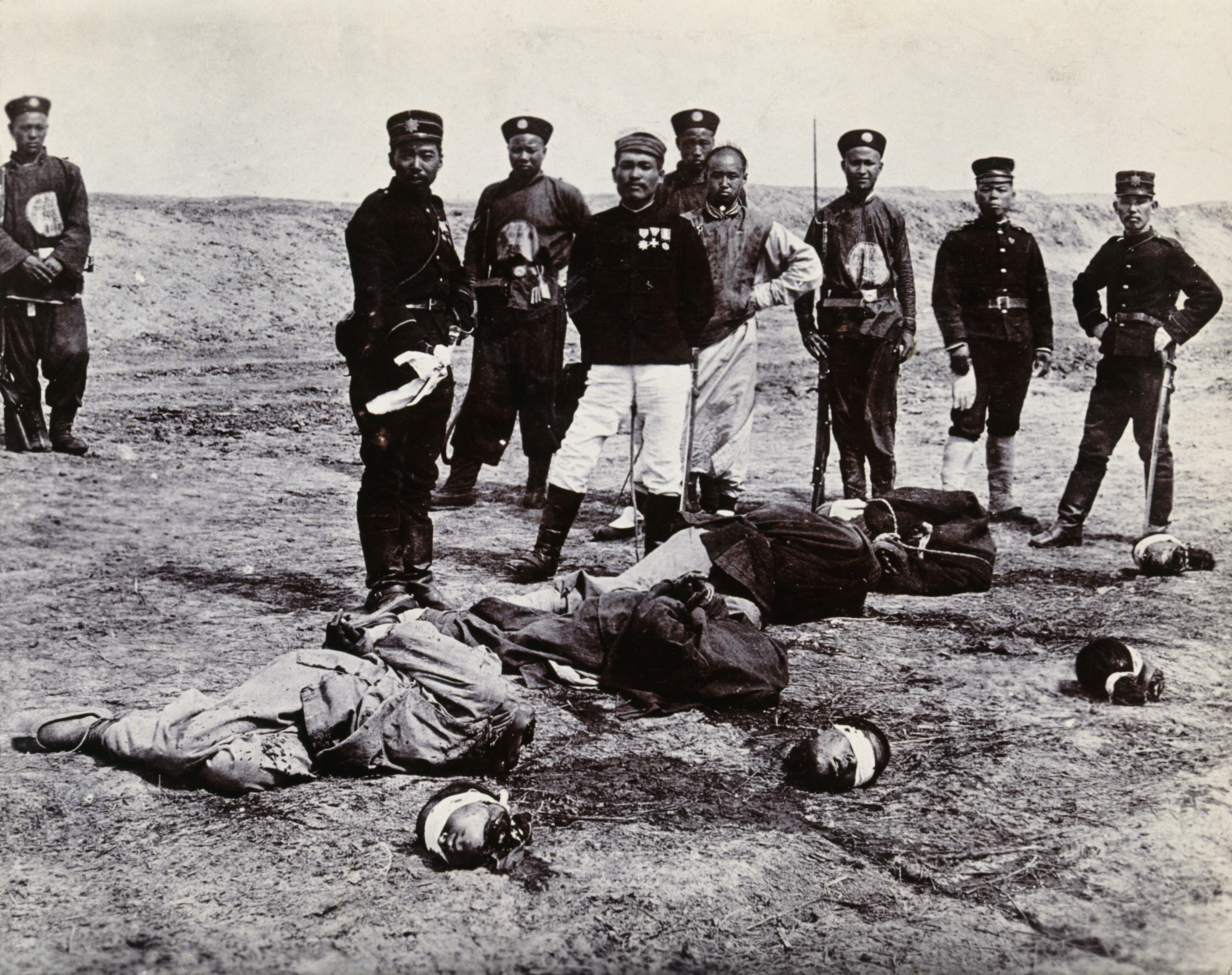
Bóxers decapitados enfrente de un grupo de soldados chinos y japoneses.

La Alianza de las Ocho Naciones ocupó la provincia de Zhili, en tanto que Rusia ocupó Manchuria.  El resto de China no fue ocupada debido a las acciones de varios gobernadores Han quienes conformaron la Protección Mutua del Sureste de China que se negó a obedecer la declaración de guerra, manteniendo a sus ejércitos y a sus provincias fuera de los combates.  Zhang Zhidong dijo a Everard Fraser, cónsul general británico en Hankou, que menospreciaría a los Manchúes con tal de que la Alianza de las Ocho Naciones no ocupara las provincias bajo el Pacto de Defensa Mutua.
Pekín, Tianjin y otras ciudades del norte de China estuvieron ocupadas durante más de un año por la fuerza expedicionaria internacional bajo el mando del general alemán Alfred Graf von Waldersee. Las atrocidades de las tropas extranjeras eran habituales. Las tropas francesas devastaron el campo alrededor de Pekín en nombre de los católicos chinos. Los estadounidenses y los británicos pagaron al general Yuan Shikai y a su ejército (el Nuevo Ejército) para que ayudaran a la Alianza de las Ocho Naciones a suprimir a los bóxers. Las fuerzas de Yuan Shikai mataron a decenas de miles de personas en su campaña contra los bóxers en la provincia de Zhili y Shandong después de que la Alianza capturase Pekín. De las cientos de miles de personas que vivían en Pekín durante la dinastía Qing, la mayoría eran portaestandartes manchúes y mongoles de las Ocho Banderas que habían sido traslados allí luego de la expulsión de los chinos Han en 1644.  En sus "Apuntes misceláneos sobre los boxers", el periodista japonés Sawara Tokusuke escribió acerca de las violaciones contra mujeres de los portaestandartes manchúes y mongoles.  Una hija y la esposa del noble portaestandartes mongol Chonqqi del clan Allute fueron presuntamente violadas en grupo.  Después de que su hijo Baochu se suicidara el 26 de agosto de 1900, otros miembros de la familia también lo hicieron.  Yuan operó en Baoding durante la campaña, que terminó en 1902. Li Hongzhang ordenó a los soldados chinos que mataran bóxers para ayudar a la Alianza.
De los observadores occidentales contemporáneos, las tropas alemanas, rusas y japonesas recibieron las mayores críticas por su crueldad y disposición a ejecutar sin motivo a chinos de todas las edades y orígenes, a veces quemando y matando a poblaciones enteras. La fuerza alemana llegó demasiado tarde para participar en la lucha, pero emprendió expediciones punitivas a las aldeas en el campo. El 27 de julio, el Káiser Guillermo II, durante las ceremonias de partida de la fuerza de socorro alemana, incluyó una referencia improvisada, pero intemperante, a los invasores hunos de la Europa continental, que luego resucitaría con propaganda británica para burlarse de Alemania durante la Primera Guerra Mundial y la Segunda Guerra Mundial:

Si te encuentras con el enemigo, ¡será derrotado! ¡No se le dará un palmo! ¡No se tomarán prisioneros! Quien caiga en tus manos estará perdido. Así como hace mil años, los hunos bajo su rey Atila se hicieron un nombre, uno que incluso hoy los hace parecer poderosos en la historia y la leyenda, que el nombre alemán sea afirmado por ustedes de tal manera en China que ningún chino jamás lo haga. De nuevo, atrévete a mirar con los ojos cruzados a un alemán.

Un periódico calificó las secuelas del asedio como un "carnaval de saqueo antiguo", y otros lo calificaron como "una orgía de saqueos" de soldados, civiles y misioneros. Estas caracterizaciones recordaron el saqueo del Palacio de Verano en 1860. Cada nacionalidad acusó a las demás de ser los peores saqueadores. Un diplomático estadounidense, Herbert G. Squiers, llenó varios vagones de ferrocarril con botín y artefactos. La delegación británica realizó subastas del botín todas las tardes y proclamó que "El saqueo por parte de las tropas británicas se llevó a cabo de la manera más ordenada". Sin embargo, un oficial británico señaló que "Es una de las leyes de guerra no escritas que una ciudad que no se rinde al final y es tomada por la tormenta, es saqueada". Durante el resto de 1900-1901, los británicos realizaron subastas del botín todos los días, excepto los domingos, frente a la puerta principal de la delegación británica. Muchos extranjeros, entre ellos Sir Claude Maxwell MacDonald y Lady Ethel MacDonald y George Ernest Morrison de The Times, fueron oferentes activos entre la multitud. Muchos de estos artículos saqueados terminaron en Europa. El Beitang o la Catedral del Norte era una "sala de ventas de bienes robados". El comandante estadounidense General Adna Chaffee prohibió el saqueo por parte de los soldados estadounidenses, pero la prohibición fue ineficaz.
Algunos, pero no todos los misioneros occidentales, tomaron parte activa en pedir represalias. Para proporcionar restitución a los misioneros y a las familias cristianas chinas cuyas propiedades habían sido destruidas, William Ament, un misionero de la American Board of Commissioners for Foreign Missions, guio a las tropas estadounidenses a través de las aldeas para castigar a los sospechosos de ser bóxers y confiscar sus propiedades. Cuando Mark Twain leyó sobre esta expedición, escribió un ensayo mordaz titulado "A la persona sentada en la oscuridad" con el que atacó a los "reverendos bandidos de la Junta Americana", especialmente dirigido a Ament, uno de los misioneros más respetados en China. La controversia fue noticia de primera plana durante gran parte de 1901. La contraparte de Ament en el lado femenino fue la misionera británica Georgina Smith, quien presidió un vecindario en Pekín como juez y jurado.
Mientras que un relato histórico informó que las tropas japonesas estaban asombradas por otras tropas de la Alianza que violaban a civiles, otros anotaron que las tropas japonesas estaban "saqueando y quemando sin piedad", y que cientos de "mujeres y niñas chinas se suicidaron para escapar de un destino peor en el manos de brutos rusos y japoneses". Roger Keyes, quien comandó el destructor británico Fame y acompañó a la Expedición Gaselee, señaló que los japoneses habían traído a sus propias "esposas de regimiento" (prostitutas) al frente para evitar que sus soldados violaran a los civiles chinos.
El periodista del Daily Telegraph E. J. Dillon declaró que presenció los cuerpos mutilados de mujeres chinas que fueron violadas y asesinadas por las tropas de la Alianza. El comandante francés desestimó las violaciones y las atribuyó a la "galantería del soldado francés". Un periodista extranjero, George Lynch, dijo que "hay cosas que debo evitar escribir, y que es aconsejable no imprimir en el Reino Unido, y que aparecerían para demostrar que esta civilización occidental nuestra es simplemente un barniz que encubre el salvajismo".
Muchos abanderados apoyaron a los bóxers y compartieron su sentimiento antiextranjero. El ministro alemán Clemens von Ketteler fue asesinado por un manchú. Los abanderados habían sido devastados en la primera guerra sino-japonesa en 1895 y los ejércitos de las banderas fueron destruidos mientras resistían la invasión. En palabras de la historiadora Pamela Crossley, sus condiciones de vida pasaron "de la pobreza desesperada a la verdadera miseria". Cuando miles de manchúes huyeron al sur de Aigun durante los combates de 1900, los cosacos rusos les robaron su ganado y sus caballos, y luego quemaron sus aldeas y hogares, reduciéndolos a cenizas. El manchú Shoufu se suicidó durante la batalla de Pekín y el padre del manchú Lao She fue asesinado en la misma batalla cuando las fuerzas manchúes de las banderas de la División central del Ejército de Guardias, la División Espíritu del Tigre y las fuerzas de campo pekinesas fueron masacradas por los soldados occidentales.  Los barrios de las delegaciones, al centro de la ciudad y la Catedral Católica (La Iglesia del Salvador) fueron atacados por abanderados manchúes.  La Alianza de las Ocho Naciones masacró a estos últimos en toda Manchuria y en Pekín por su apoyo mayoritario a los Boxers.  El sistema de clanes de los manchúes en Aigun fue destruido por el despojo del área a manos de los rusos.  Antes de la masacre perpetrada por los soldados cosacos rusos, había 1,266 hogares, incluyendo 900 Daur y 4,500 manchúes en sesenta y cuatro villas al Este del río Amur y en Blagoveshchensk.  Según Víctor Zatsepine, muchas villas manchúes fueron quemadas durante esta masacre.
La Alianza de las Ocho Naciones ejecutó u obligó a suicidarse a miembros de la realeza, a funcionarios y a oficiales manchúes tales como Yuxian, Qixiu, el príncipe Zhuang (Zaixun) y el capitán Enhai (En Hai). Se exigió la ejecución del funcionario manchú Gangyi, pero ya había muerto.  Los soldados japoneses arrestaron a Qixiu antes de su ejecución.  El príncipe Zhuang (Zaixun) fue obligado a suicidarse el 21 de febrero de 1901. Yuxian fue ejecutado al día siguiente. El 31 de diciembre de 1900, los soldados alemanes decapitaron al capitán manchú Enhai por haber asesinado a Clemens von Ketteler.
Bajo la dirección de algunos funcionarios de alto rango, incluidos Li Hongzhang, Yuan Shikai y Zhang Zhidong, varias provincias del sureste formaron la Protección Mutua del Sureste durante este período para evitar una mayor expansión del caos. Estas provincias afirmaron ser neutrales y se negaron a luchar contra los bóxers o contra la Alianza de las Ocho Naciones.

### Reparaciones
Después de la captura de Pekín por parte de los ejércitos extranjeros, algunos de los asesores de la emperatriz viuda Cixi abogaron por que la guerra continuara, argumentando que China podría haber derrotado a los extranjeros, ya que fueron personas desleales y traidoras dentro de China quienes permitieron que Pekín y Tianjin fueran capturados por los aliados y que el interior de China era impenetrable. También recomendaron que Dong Fuxiang continuara luchando. Sin embargo, la emperatriz viuda Cixi era práctica y decidió que los términos eran lo suficientemente generosos para que ella aceptara cuando le aseguraron la continuidad de su reinado después de la guerra y que China no se vería obligada a ceder ningún territorio.

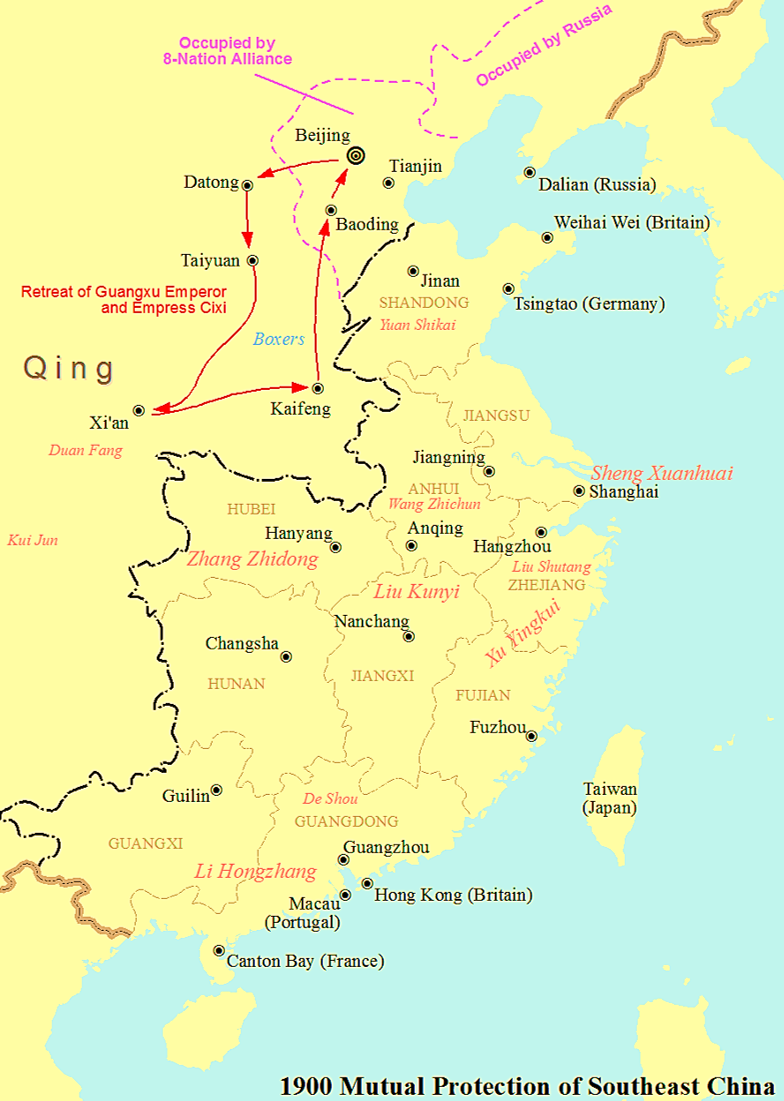
Situación de la protección mutua del suroeste de China en la dinastía Qing, 1900.

El 7 de septiembre de 1901, la corte imperial Qing acordó firmar el «Protocolo Bóxer», también conocido como Acuerdo de Paz entre la Alianza de las Ocho Naciones y China. El protocolo ordenó la ejecución de 10 funcionarios de alto rango vinculados al brote y otros funcionarios que fueron declarados culpables de la matanza de extranjeros en China. Alfons Mumm (Freiherr von Schwarzenstein), Ernest Satow y Komura Jutaro firmaron en nombre de Alemania, Reino Unido y Japón, respectivamente.

Tropas japonesas durante el levantamiento.

China recibió una multa por reparaciones de guerra de 450 000 000 taels en plata fina (equivalentes a 540 000 000 de onzas troy [17 000 t.] a razón de 1.2 onzas troy por tael) por las pérdidas causadas. La reparación debía cumplirse en 1940, un plazo de 39 años, con intereses incluidos (4% anual); el total sería de 982 238 150 taels. Para ayudar a cumplir con el pago, se acordó aumentar el arancel existente de 3.18 a 5 por ciento real, y gravar la mercancía libre de impuestos hasta ahora. La suma de la reparación se estimó con base en la población china (aproximadamente 450 millones en 1900), de modo que cada ciudadano chino pagara un tael. La renta de aduana china y el impuesto a la sal sirvieron como garantía de la reparación. China pagó 668 661 220 taels de plata entre 1901 y 1939; el equivalente en 2010 de 61 mil millones de dólares en términos de paridad de poder adquisitivo.
Una gran parte de las reparaciones pagadas a los Estados Unidos se desvió para pagar la educación de los estudiantes chinos en universidades de los Estados Unidos bajo el Programa de becas para indemnización de los bóxer. Con el propósito de preparar a los estudiantes elegidos para este programa, se estableció un instituto para enseñar el idioma inglés y para servir como escuela preparatoria. Cuando el primero de estos estudiantes regresó a China, se dio inicio a la enseñanza de otros estudiantes; de este instituto nació la Universidad de Tsinghua.  Más tarde, parte de la reparación adeudada al Reino Unido se destinó a un programa similar.
La Misión Interior de China perdió más miembros que cualquier otra agencia misionera: 58 adultos y 21 niños fueron asesinados. Sin embargo, en 1901, cuando las naciones aliadas exigieron la compensación del gobierno chino, James Hudson Taylor se negó a aceptar el pago por la pérdida de bienes o vidas para demostrar la mansedumbre y gentileza de Cristo a los chinos.
El vicario católico belga apostólico de Ordos, Monseñor Alfons Bermyn quería tropas extranjeras en Mongolia Interior, pero el gobernador se negó. Bermyn solicitó al manchú Enming que enviara tropas a Hetao, donde las tropas mongolas del príncipe Duan y las tropas musulmanas del general Dong Fuxiang supuestamente amenazaban a los católicos. Resultó que Bermyn había creado el incidente como un engaño.  Según el historiador mongol Shirnut Sodbilig, los misioneros católicos occidentales obligaron a los mongoles a ceder sus tierras a los chinos católicos Han como parte de las indemnizaciones de los Bóxers.  Los mongoles habían participado en los ataques en contra de misioneros católicos durante el levantamiento de los Bóxers.
El gobierno de Qing no capituló ante todas las demandas extranjeras. El gobernador manchú Yuxian fue ejecutado, pero la corte imperial se negó a ejecutar al general chino han Dong Fuxiang, aunque también hubiera alentado el asesinato de extranjeros durante la rebelión. La emperatriz viuda Cixi intervino cuando la Alianza exigió que lo ejecutaran y Dong solo fue destituido y enviado de vuelta a casa. En cambio, Dong vivió una vida de lujo y poder en el "exilio" en su provincia natal de Gansu. Tras su muerte, en 1908, le fueron devueltos todos los honores antes retirados y se le dio un entierro militar completo.

## Controversia en la China actual

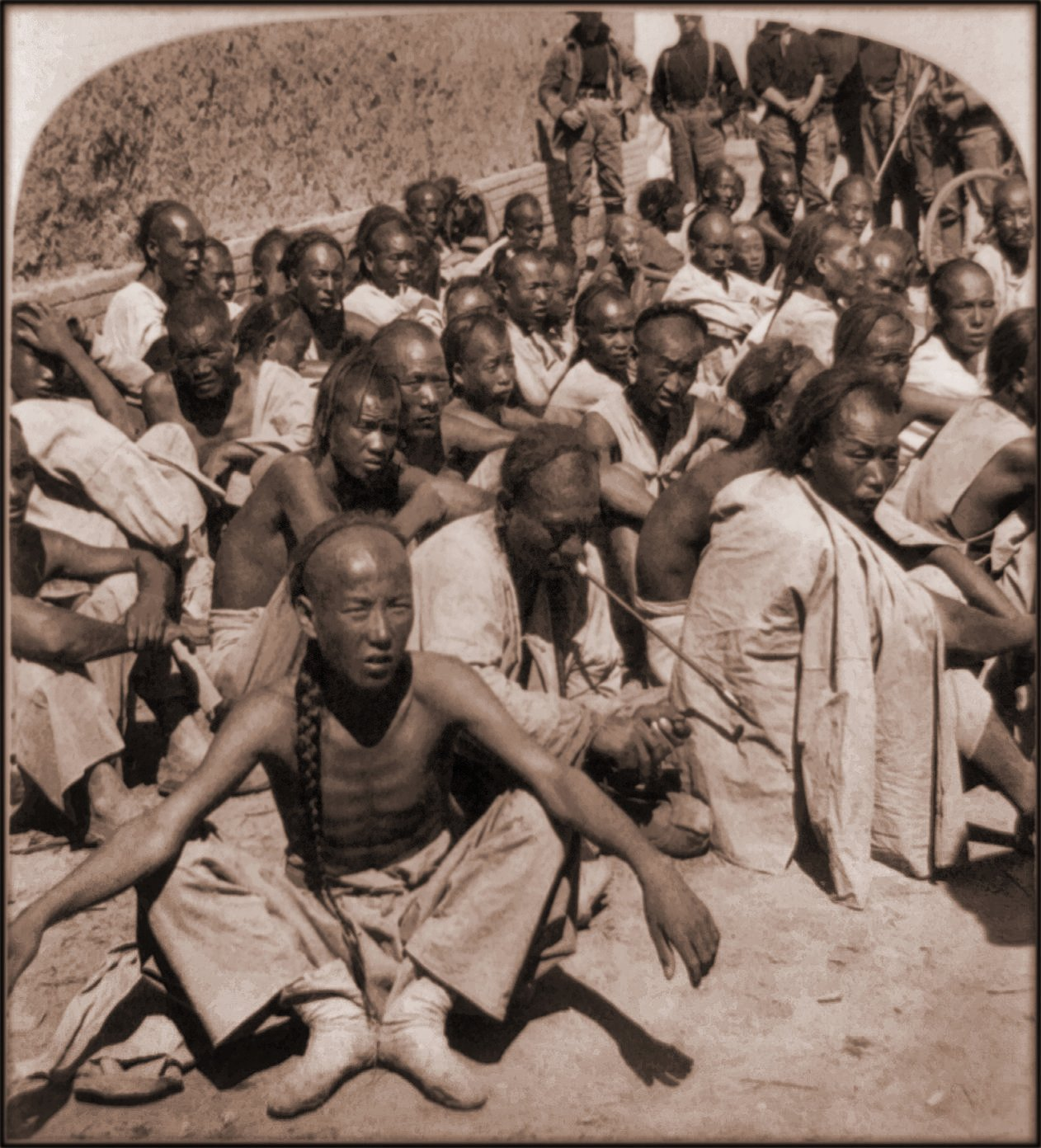
Bóxers capturados por los estadounidenses en Tianjin en 1901.

Desde el principio, las opiniones han diferido en cuanto a que si los bóxers eran mejor vistos como antiimperialistas, patrióticos y protonacionalistas o como opositores "incivilizados", irracionales y fútiles del cambio inevitable. El historiador Joseph Esherick comenta que "la confusión sobre el levantamiento de los bóxers no es simplemente una cuestión de conceptos erróneos populares", porque "no hay un incidente importante en la historia moderna de China en el que el rango de interpretación profesional sea tan grande".
Aquellos que quisieron modernizar China según los modelos occidentales de civilización criticaron a los boxers.  Los liberales chinos como Hu Shih a menudo condenaron a los bóxers por su irracionalidad y barbarie. El Dr. Sun Yat-sen, el padre fundador de la República de China y del Kuomintang o Partido Nacionalista, quien para aquel entonces, trabajaba para derrocar a los Qing, creyó que el movimiento de los bóxers había sido despertado por rumores del gobierno que "causaron confusión entre la población", y emitió "críticas mordaces" contra los bóxers, calificándolos de "antiextranjeros y oscurantistas".  Sun elogió a los bóxers por su "espíritu de resistencia", pero los llamó "bandidos".  Los chinos que estudiaban en Japón mostraron una actitud ambivalente hacia los bóxers.  Algunos declararon que si bien el levantamiento se originó entre las "personas ignorantes y obstinadas", sus creencias eran "valientes y justas", y que "pudieron haberse transformado en una fuerza motriz para la independencia". Después de la caída de la dinastía Qing en 1911, los chinos nacionalistas simpatizaron más con los bóxers. En 1918, Sun alabó su espíritu de lucha y dijo que los bóxers eran atrevidos y valientes, luchando hasta la muerte contra los ejércitos de la Alianza, específicamente en la batalla de Yangcun. Los liberales chinos, tales como Hu Shih, que reclamaban la modernización de China, siguieron condenando a los Boxers por su irracionalidad y barbarie.  El líder del Movimiento de la Nueva Cultura, Chen Duxiu, perdonó la "barbarie de los bóxers... dado el crimen cometido por los extranjeros en China", y sostuvo que aquellos "subordinados a los extranjeros" eran los que realmente "merecían nuestro resentimiento".
En otros países, las opiniones acerca de los bóxers eran complejas y polémicas. Mark Twain dijo que "el bóxer es un patriota. Ama a su país mejor que a los de otras personas. Le deseo éxito". El escritor ruso Leo Tolstoi también elogió a los bóxers. Acusó a Nicolás II de Rusia y a Guillermo II de Alemania de ser los principales responsables del saqueo, las violaciones, los asesinatos y la "brutalidad cristiana" de las tropas rusas y occidentales. El revolucionario ruso Vladimir Lenin se burló de la afirmación del gobierno ruso de que estaba protegiendo a la civilización cristiana: "¡Pobre gobierno imperial! Tan cristianamente desinteresado y, sin embargo, tan injustamente difamado. Hace varios años se apoderó desinteresadamente de Port Arthur y ahora se está apoderando desinteresadamente de Manchuria; ha inundado desinteresadamente las provincias fronterizas de China con hordas de contratistas, ingenieros y oficiales que, por su conducta, han provocado la indignación incluso de los chinos, conocidos por su docilidad".
El periódico ruso Amurskii Krai criticó el asesinato de civiles inocentes y denunció que "la moderación", "la civilización" y "la cultura", en lugar del "odio racial" y "la destrucción", habrían sido más propios de una "nación cristiana civilizada". El mismo periódico preguntó: "¿Qué le diremos a la gente civilizada? Tendremos que decirles: 'No nos consideren más como hermanos. Somos gente mala y terrible; hemos asesinado a quienes estaban bajo nuestro amparo y buscaban nuestra protección.‘".
El indio bengalí Rabindranath Tagore atacó a los colonialistas europeos. Varios soldados indios del ejército indio británico simpatizaban con la causa de los bóxers, y en 1994 el ejército indio devolvió una campana que los soldados británicos habían robado del Templo del Cielo en China.
Incluso algunos eclesiásticos estadounidenses se pronunciaron a favor de los bóxers. El reverendo evangelista Dr. George F. Pentecost dijo que el levantamiento de los bóxers fue un

movimiento patriótico para expulsar a los 'demonios extranjeros', solo eso, a los demonios extranjeros. Supongamos, dijo, que "las grandes naciones de Europa juntaran sus flotas, vinieran aquí, se apoderaran de Portland, pasaran a Boston, luego Nueva York, luego Filadelfia, y así sucesivamente por la costa atlántica y alrededor del golfo de Galveston. Supongamos que tomaran posesión de estas ciudades portuarias, expulsaran a nuestra gente hacia el interior del país, construyeran grandes almacenes y fábricas, trajeran un cuerpo de agentes disolutos y, tranquilamente, notificaran a nuestra gente que, en adelante, manejarán el comercio del país. ¿No tendríamos un movimiento bóxer para expulsar a esos demonios cristianos europeos extranjeros de nuestro país?

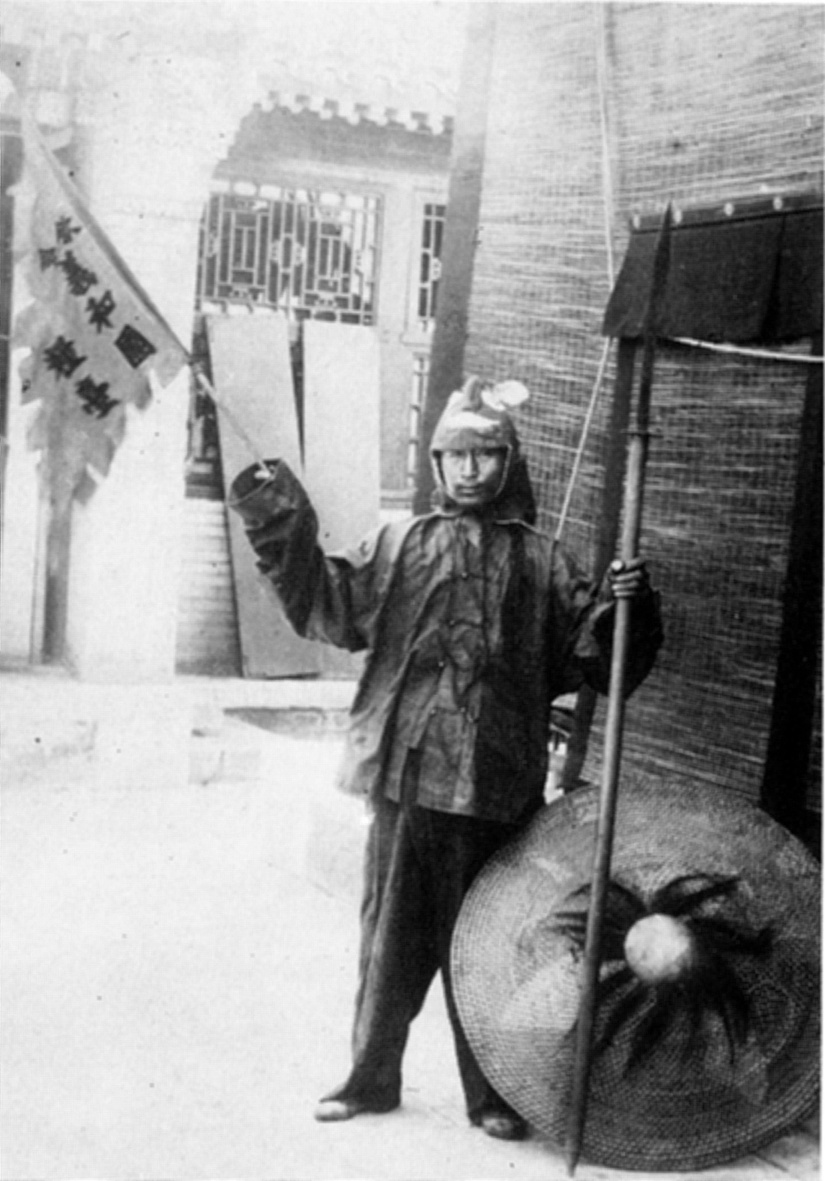
Un bóxer durante la revolución.

Los eventos también han dejado un impacto más duradero en el tiempo.. El historiador Robert Bickers señaló que, para el gobierno británico, el levantamiento de los bóxers había funcionado como el "equivalente del motín indio" y el mismo influyó sobre la idea del público británico acerca del "peligro amarillo". Los eventos posteriores, agrega, como la Revolución Nacionalista China de la década de 1920 e incluso las actividades de los Guardias Rojos de la década de 1960, se han percibido a la sombra de los bóxers.

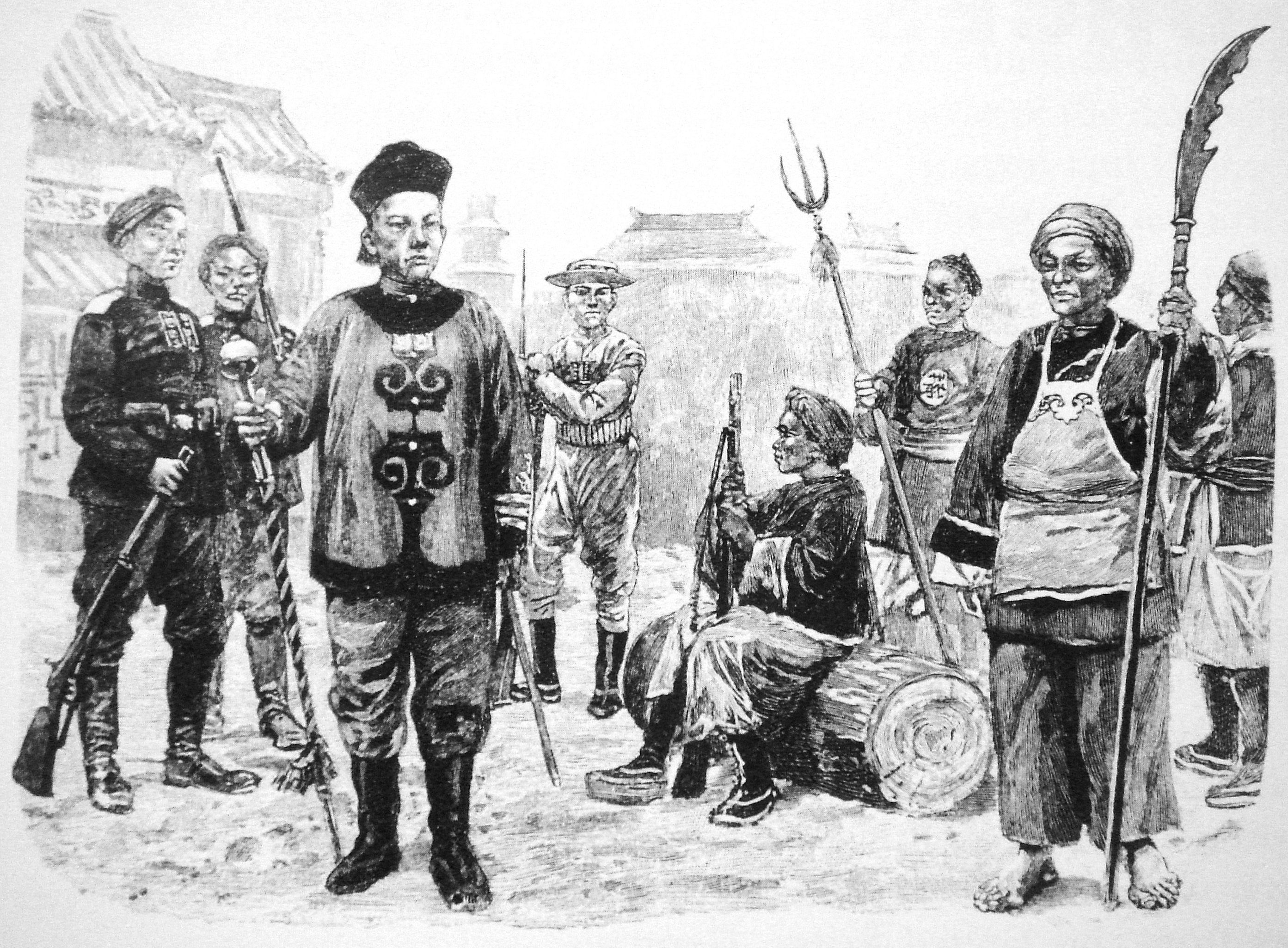
Soldados chinos de las fuerzas Qing en 1899–1901.
Izquierda: dos soldados de infantería del Nuevo Ejército. Frente: tambor mayor del ejército regular. Sentado en el maletero: artillero de campo. Derecha: bóxers.

En Taiwán y Hong Kong, los libros de texto de historia a menudo presentan al bóxer como irracional. Pero en la República Popular de China, los libros de texto del gobierno central han descrito el movimiento bóxer como un movimiento campesino patriótico antiimperialisfta cuyo fracaso se debió a la falta de liderazgo de la clase obrera moderna y describieron al ejército internacional como una fuerza invasora. Sin embargo, en las últimas décadas, los proyectos a gran escala de entrevistas en las aldeas y las exploraciones de fuentes de archivo han llevado a los historiadores en China a tener una visión más matizada. Algunos eruditos no chinos, como Joseph Esherick, han visto el movimiento como antiimperialista; mientras que otros sostienen que el concepto "nacionalista" es anacrónico porque la nación china no se había formado y los bóxers estaban más preocupados por problemas regionales. El reciente estudio de Paul Cohen incluye una encuesta de "Los bóxers como mito", que muestra cómo su memoria se utilizó de maneras cambiantes en la China del siglo XX desde el Movimiento de la Nueva Cultura hasta la Revolución Cultural.
En los últimos años, la cuestión del bóxer se ha debatido en la República Popular de China. En 1998, el erudito crítico Wang Yi argumentó que los bóxers tenían características en común con el extremismo de la Revolución Cultural. Ambos eventos tenían el objetivo externo de "liquidar todas las plagas nocivas" y el objetivo interno de "eliminar todo tipo de elementos malos".  Esta relación tuvo sus raíces en el "oscurantismo cultural". Wang explicó a sus lectores los cambios en las actitudes con respecto a los bóxers desde la condena del Movimiento del 4 de mayo hasta la aprobación expresada por Mao Zedong durante la Revolución Cultural. En 2006, Yuan Weishi, profesor de filosofía en la Universidad Zhongshan de Guangzhou, escribió que los bóxers por medio de sus "acciones criminales trajeron un sufrimiento indescriptible a la nación y a su gente. Todos estos son hechos que todos conocen, y es una vergüenza nacional que los chinos no pueden olvidar". Yuan afirmó que los libros de texto de historia habían carecido de neutralidad al presentar el Levantamiento de los bóxers como una "magnífica hazaña de patriotismo" y no presentar la opinión de que la mayoría de los rebeldes bóxers eran violentos. En respuesta, algunos etiquetaron a Yuan Weishi de "traidor" (Hanjian).

## Los bóxers en la ficción
La rebelión de los bóxers se ha llevado al cine en dos ocasiones. La primera fue la película 55 días en Pekín (1963), realizada desde el punto de vista occidental por el director Nicholas Ray y protagonizada por Charlton Heston, David Niven y Ava Gardner, entre otros. En la segunda película, Pa kuo lien chun (1975), del hongkonés Chang Cheh, se toma a los propios bóxers como protagonistas.
Asimismo, el levantamiento sirve de marco o referencia a producciones de diferentes medios, entre los que se incluyen los siguientes:
- En el libro de viajes de Pierre Loti Los últimos días de Pekín, este novelista francés reúne los artículos escritos como corresponsal dentro del ejército internacional y sus impresiones posteriores como viajero entre septiembre de 1900 y abril de 1901.
- En la novela Los estragos de la China de Emilio Salgari se narran las aventuras de un bersagliere italiano, su hijo y su hermano sacerdote durante la rebelión.
- El primer capítulo del libro Mi siglo del escritor alemán Günter Grass consiste en un comentario irónico sobre la ocupación de Pekín desde el punto de vista de un soldado alemán.
- En la película Érase una vez en China (Once upon a time in China, 1991), Jet Li interpreta al maestro de artes marciales Wong Fei Hung (1847-1924), que se vio inmerso en los disturbios de finales del siglo XIX.
- La película 55 días en Pekín. Las embajadas extranjeras en Pekín deben hacer frente a la sangrienta revuelta nacionalista desencadenada por los bóxers, que asesinan cristianos. Dentro del recinto asediado, el embajador británico se une a los miembros de otras delegaciones en un desesperado intento por resistir el asedio.
- Los rebeldes de Shanghai (Shanghai Knights, 2003), secuela de Shanghai Kid: Del este al oeste (Shanghai noon, 2000) se ambienta vagamente en esta época e incluye a un jefe bóxer como villano principal. No obstante, incluye numerosos anacronismos y el argumento principal se aleja enormemente de la realidad histórica.
- En un episodio de la serie de televisión Buffy Cazavampiros, se dice que el vampiro Spike, uno de sus personajes, mató a su primera cazavampiros durante la rebelión de los bóxers.
- La novela Momento en Pekín (Moment in Peking), de Lin Yutang, inicia su narración durante la rebelión de los bóxers, contándola desde el punto de vista de un niño.
- Los impostores, novela del colombiano Santiago Gamboa, cuenta la historia de una secta bóxer reconstituida en el 2007 que trata de recuperar un valioso manuscrito en poder de la Iglesia católica.
- La novela El palacio de los placeres celestiales (The Palace of Heavenly Pleasure), del escritor Adam Williams, nacido en Hong Kong y descendiente de una familia británica asentada en China desde el siglo XIX, está ambientada en la revuelta bóxer, centrándose en los hechos ocurridos en la ciudad de Shishan.
- En el álbum de Tintín El Loto Azul, escrito y dibujado por Hergé, el compañero chino de Tintín, Tchang, hace una referencia a la guerra que libraron los chinos contra los extranjeros a principios de siglo por su influencia colonialista, lo que Tintín identifica como la Guerra de los bóxers.
- El libro Farabeuf, del escritor mexicano Salvador Elizondo, tiene como base una fotografía de la última tortura y condena a muerte de los bóxer.
- En el videojuego Bioshock Infinite, la ficticia ciudad flotante de Columbia estuvo implicada en el levantamiento de los bóxers por disparar contra civiles chinos.
- El libro La Gran Dama, de Pearl S. Buck, trata en gran medida del antes y el durante de la rebelión bóxer.

## Lecturas relacionadas

### Ensayos generales y análisis
Además de los utilizados en las notas y enumerados en «Referencias», se pueden encontrar ensayos generales en libros de texto como Jonathan Spence, In Search of Modern China, pp. 230–235; Keith Schoppa, Revolution and Its Past, pp. 118–123; y Immanuel Hsu, cap. 16, "The Boxer Uprising", en The Rise of Modern China (1990).
- Bickers, Robert A.,  and R. G. Tiedemann, eds., The Boxers, China, and the World. Lanham: Rowman & Littlefield, 2007. ISBN 978-0-7425-5394-1.
- Bickers, Robert A. The Scramble for China: Foreign Devils in the Qing Empire, 1800–1914 (Londres: Allen Lane,  2011).
- Buck, David D.  "Recent Studies of the Boxer Movement", Chinese Studies in History 20 (1987). Introducción a un número especial de la revista dedicada a las traducciones de investigaciones recientes sobre los boxeadores en la República Popular.
- Shan, Patrick Fuliang (2018). Yuan Shikai: A Reappraisal, The University of British Columbia Press. ISBN 9780774837781.
- Purcell, Victor (1963). The Boxer Uprising: A background study. edición en línea Archivado el 26 de febrero de 2009 en Wayback Machine.
- Silbey, David. The Boxer Rebellion and the Great Game in China. New York: Hill and Wang,  2012. 273p. ISBN 9780809094776.
- «In Our Time – discussion show on The Boxer Rebellion». BBC Radio4.

### Experiencias de misioneros y relatos personales
- Bell, P, and Clements, R, (2014). Lives from a Black Tin Box ISBN 978-1-86024-931-0 La historia de los mártires de Xinzhou, provincia de Shanxi.
- Brandt, Nat (1994). Massacre in Shansi. Syracuse University Press. ISBN 0-8156-0282-0. La historia de los misioneros de Oberlin en Taigu, Shanxi.
- Clark, Anthony E. (2015). Heaven in Conflict: Franciscans and the Boxer Uprising in Shanxi. Seattle y Londres: University of Washington Press. ISBN 978-0-295-99400-0
- Price, Eva Jane. China Journal, 1889–1900: An American Missionary Family During the Boxer Rebellion, (1989). ISBN 0-684-18951-8. Review: Susanna Ashton, "Compound Walls: Eva Jane Price's Letters from a Chinese Mission, 1890–1900." Frontiers 1996 17(3): 80–94. ISSN 0160-9009. El diario de los eventos que llevaron a la muerte de la familia Price.
- Sharf, Frederic A., and Peter Harrington (2000). China 1900: The Eyewitnesses Speak. Londres: Greenhill. ISBN 1-85367-410-9. Extractos de soldados, diplomáticos y periodistas alemanes, británicos, japoneses y estadounidenses.
- Sharf, Frederic A., and Peter Harrington (2000). China 1900: The Artists' Perspective. Londres: Greenhill. ISBN 1-85367-409-5
- Tiedemann, R.G. "Boxers, Christians and the culture of violence in north China" Journal of Peasant Studies  (1998)  25:4 pp 150-160, DOI: 10.1080/03066159808438688

### Intervención aliada, guerra de los bóxers y consecuencias
- Bodin, Lynn E. and Christopher Warner. The Boxer Rebellion. Londres: Osprey, Men-at-Arms Series 95, 1979. ISBN 0-85045-335-6 (pbk.) Illustrated history of the military campaign.
- Fleming, Peter (1959). The Siege at Peking. New York: Harper. ISBN 0-88029-462-0.
- Hevia, James L. "Leaving a Brand on China: Missionary Discourse in the Wake of the Boxer Movement", Modern China 18.3  (1992): 304–332.
- Hevia, James L. "A Reign of Terror: Punishment and Retribution in Beijing and its Environs", Chapter 6, in English Lessons: The Pedagogy of Imperialism in Nineteenth Century China (Durham, NC: Duke University Press, 2003), pp. 195–240. ISBN 0-8223-3151-9
- Hunt, Michael H. "The American Remission of the Boxer Indemnity: A Reappraisal", Journal of Asian Studies 31 (Spring 1972): 539–559.
- Hunt, Michael H. "The Forgotten Occupation: Peking, 1900–1901", Pacific Historical Review 48.4 (November 1979): 501–529.
- Langer, William. The Diplomacy of Imperialism 1890–1902 (2nd ed. 1950), pp. 677–709.

### Ensayos contemporáneos
- Broomhall, Marshall (1901). Martyred Missionaries of The China Inland Mission; With a Record of The Perils and Sufferings of Some Who Escaped. Londres: Morgan and Scott.. Un informe actual.
- Conger, Sarah Pike (1909), Letters from China with Particular Reference to the Empress Dowager and the Women of China (2nd edición), Chicago: A.C. McClurg.
- E. H. Edwards, Fire and Sword in Shansi: The Story of the Martyrdom of Foreigners and Chinese Christians (New York: Revell, 1903)
- Isaac Taylor Headland, Chinese Heroes; Being a Record of Persecutions Endured by Native Christians in the Boxer Uprising (New York, Cincinnati: Eaton & Mains; Jennings & Pye, 1902).
- Arnold Henry Savage Landor, China and the Allies (New York: Scribner's, 1901). 01008198 Google Books: China and the Allies
- Pierre Loti, The Last Days of Pekin (Boston: Little, Brown and Co., 1902): tr. of Les Derniers Jours De Pékin (París: Lévy, 1900).
- W. A. P. Martin, The Siege in Peking, China against the World (New York: F. H. Revell company, 1900).
- Putnam Weale, Bertram Lenox, (1907). Indiscreet Letters from Peking: Being the Notes of an Eyewitness, Which Set Forth in Some Detail, From Day to Day, The Real Story of the Siege and Sack of a Distressed Capital in 1900– The Year of Great Tribulation. Dodd, Mead. Libro electrónico gratis. Project Gutenberg.
- Arthur H.Smith, China in Convulsion (New York: F. H. Revell Co., 1901). Vol. I. Un relato de los bóxers y el asedio de un misionero que había vivido en una aldea del norte de China.

- Datos: Q150229
- Multimedia: Boxer Rebellion / Q150229